# Frederika de Hanovre
Vous lisez un « article de qualité » labellisé en 2016.  Il fait partie d'un « thème de qualité ».
Pour les articles homonymes, voir Frederika de Hanovre (homonymie).
Titre
Reine des Hellènes
1er avril 1947 – 6 mars 1964
(16 ans, 11 mois et 5 jours)
Signature
Frederika de Hanovre (en allemand : Friederike von Hannover et en grec : Φρειδερίκη του Αννοβέρου / Frideríki tou Annovérou), princesse de Hanovre et de Brunswick puis, par son mariage, reine des Hellènes et princesse de Danemark, est née le 18 avril 1917 à Blankenburg, dans le duché de Brunswick, en Allemagne, et morte le 6 février 1981 à Madrid, en Espagne. Épouse du roi Paul Ier, elle règne, avec lui, sur la Grèce de 1947 à 1964.
Petite-fille du Kaiser Guillaume II et fille du duc Ernest-Auguste de Brunswick, Frederika voit le jour quelques mois avant la chute de l'Empire allemand. Sa famille renversée, l'enfant grandit entre l'Autriche et l'Allemagne de Weimar, où son père possède d'importantes propriétés. À l'adolescence, Frederika intègre les Jeunesses hitlériennes, en 1933, avant de partir compléter ses études les deux années suivantes au Royaume-Uni puis en Italie. À Florence, elle est reçue par la princesse Hélène de Grèce, chez qui elle retrouve le diadoque Paul. Les deux jeunes gens tombent amoureux et se marient deux ans après la restauration de la monarchie en Grèce. Dans les années qui suivent, Frederika met au monde trois enfants, Sophie en 1938, Constantin en 1940 et Irène en 1942.
Lors de la Seconde Guerre mondiale, la Grèce est occupée par les forces de l'Axe. Frederika et ses enfants trouvent alors refuge en Afrique du Sud en 1941 puis en Égypte en 1943 tandis que Paul passe la durée du conflit avec le roi Georges II, entre Londres et Le Caire. Une fois la guerre terminée, la montée du communisme en Grèce empêche un certain temps le retour de la famille royale à Athènes. Un référendum permet cependant la restauration de Georges II en 1946. Un an plus tard, Paul monte à son tour sur le trône et Frederika devient reine des Hellènes. Or, à cette époque, la Grèce est confrontée à la guerre civile (1946-1949) et la souveraine se rend à plusieurs reprises sur le front afin de montrer le soutien de la dynastie à l'armée. Frederika organise aussi l'aide aux réfugiés en créant une fondation et un réseau de « villages d'enfants », accusés par l'opposition de surtout servir les intérêts de la couronne. Une fois la paix restaurée, le couple royal sillonne le pays et effectue de nombreux voyages officiels à l'étranger, mettant ainsi en place une diplomatie parallèle. La reine tente, par ailleurs, de développer le tourisme international en invitant des représentants des familles royales européennes à parcourir la Grèce lors de la « croisière des rois » (1954). Cependant, les souverains interviennent aussi directement dans la vie politique hellène, ce qui contribue à dégrader leur image auprès de la population.
Après le décès de Paul Ier en 1964, Frederika apparaît comme l'éminence grise de son fils Constantin II. De plus en plus impopulaire, la reine douairière a beau se retirer ostensiblement de la vie publique après le mariage du jeune roi avec Anne-Marie de Danemark, elle n'en reste pas moins sujette aux attaques de l'opposition, qui voit en elle la responsable des tensions entre le palais et le gouvernement de Georgios Papandréou (1964-1965). La mise en place de la dictature des colonels en 1967 finit de ternir l'image de la reine douairière, que certains accusent d'avoir organisé le renversement de la démocratie. Chassée de Grèce avec sa famille en décembre 1967, Frederika passe les années suivantes en Italie, avant de partir vivre en Inde en 1969 puis en Espagne en 1978. Passionnée par le mysticisme quantique et la spiritualité hindoue, l'ancienne souveraine entreprend une longue quête spirituelle auprès du professeur T.M.P. Mahadevan. Frederika meurt des suites d'une opération bénigne à Madrid en 1981 et ses funérailles à Tatoï donnent lieu à d'épineuses négociations entre les gouvernements espagnol et grec.

## Famille
La princesse Frederika est la fille d'Ernest-Auguste (1887-1953), duc souverain de Brunswick et prétendant au trône de Hanovre, et de son épouse Victoria-Louise de Prusse (1892-1980), princesse de Prusse et d'Allemagne. Par son père, elle est donc la petite-fille du prétendant Ernest-Auguste II de Hanovre (1845-1923) et de la princesse Thyra de Danemark (1853-1933) tandis que, par sa mère, elle descend du Kaiser Guillaume II d'Allemagne (1859-1941) et de la princesse Augusta-Victoria de Schleswig-Holstein-Sonderbourg-Augustenbourg (1858-1921).
Le 9 janvier 1938, Frederika épouse, à Athènes, le futur Paul Ier de Grèce (1901-1964), fils du roi Constantin Ier de Grèce (1868-1923) et de son épouse la princesse Sophie de Prusse et d'Allemagne (1870-1932). Les deux époux, qui descendent tous deux de la reine Victoria du Royaume-Uni (surnommée « la grand-mère de l'Europe ») et du roi Christian IX de Danemark (surnommé « le beau-père de l'Europe »), sont proches parents puisque Paul est le cousin germain de la mère de Frederika.
Du mariage de Paul et de Frederika naissent trois enfants :
- Sophie de Grèce (1938), princesse de Grèce et de Danemark, qui épouse, en 1962, le futur roi Juan Carlos Ier d'Espagne (1938) ;
- Constantin II de Grèce (1940-2023), roi des Hellènes et prince de Danemark, qui s'unit, en 1964, à la princesse Anne-Marie de Danemark (1946) ;
- Irène de Grèce (1942), princesse de Grèce et de Danemark, qui est restée célibataire.

## Biographie

### Enfance et éducation

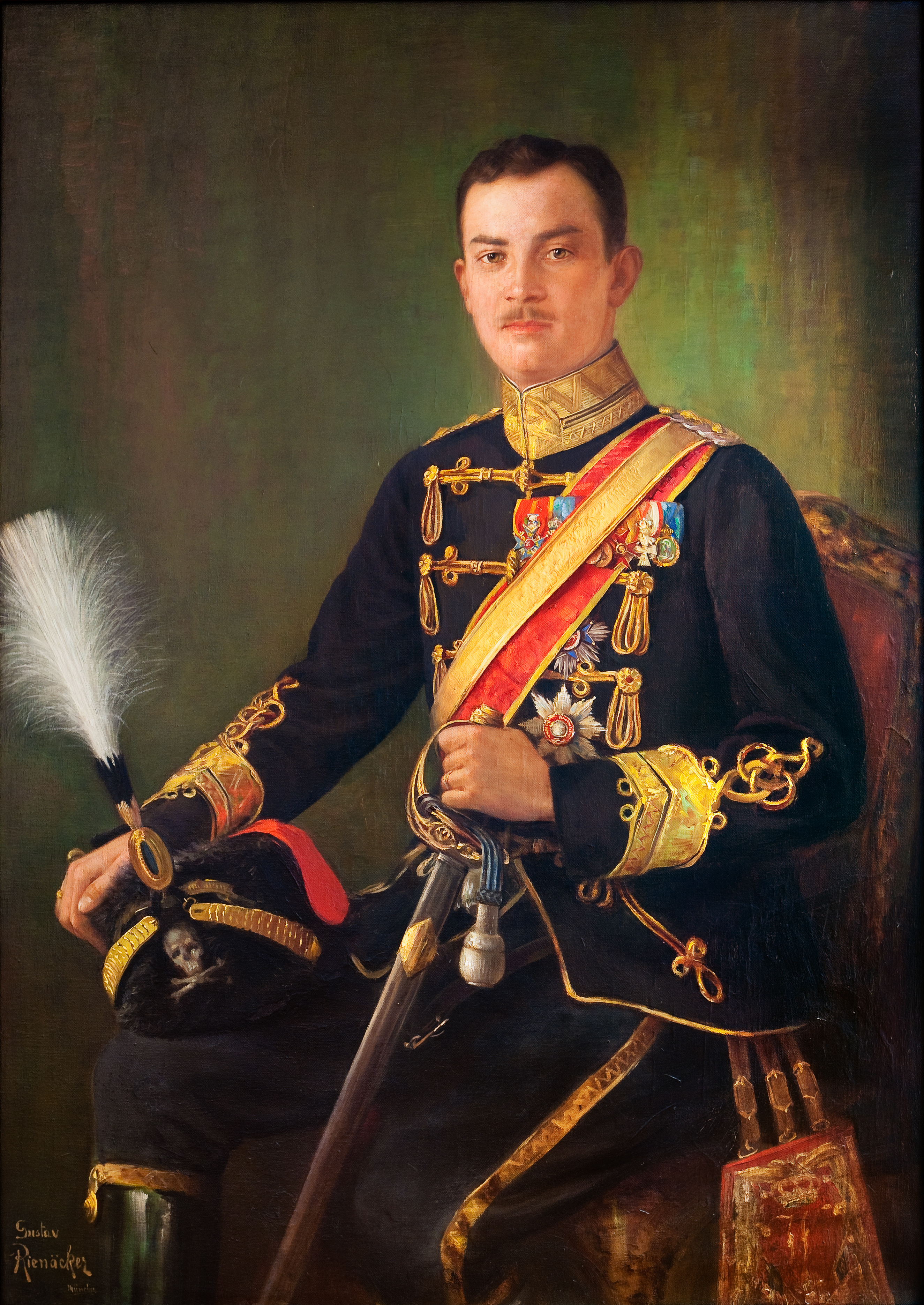
Le duc de Brunswick, père de Frederika, par Gustav Rienäcker en 1916.

#### Une petite enfance entre guerre et révolution
Issue de la dynastie anglo-allemande des Hanovre, la princesse Frederika voit le jour en pleine Première Guerre mondiale, le 18 avril 1917, au château de Blankenburg. À l'époque, son père, Ernest-Auguste, règne encore sur le petit duché de Brunswick, qui est lui-même membre de l'Empire allemand. Malgré ses origines anglaises, le prince est donc en guerre contre la Grande-Bretagne depuis 1914 et son cousin, le roi Georges V du Royaume-Uni, le déchoit, en même temps que sa famille, de ses titres et pairies britanniques après le vote d'un acte du parlement en novembre 1917. Née princesse de Grande-Bretagne et d'Irlande, Frederika ne jouit donc de ce titre que quelques mois mais elle reste, cependant, toute sa vie, dans l'ordre de succession au trône d'Angleterre.
En novembre 1918, une révolution secoue l'Allemagne et le Kaiser Guillaume II, grand-père maternel de Frederika, s'exile aux Pays-Bas. Dans la foulée, un conseil de soldats oblige le duc Ernest-Auguste à abandonner le pouvoir (8 novembre) et les Hanovre se réfugient dans leur domaine de Gmunden, en Autriche. Une fois le calme revenu en Allemagne, la famille récupère l'essentiel de sa fortune et revient séjourner une partie de l'année dans son ancien duché, où elle récupère notamment les châteaux de Blankenburg et de Marienburg,. Les Hanovre reprennent alors leur train de vie d'autrefois et fréquentent régulièrement les autres dynasties allemandes et européennes. Chaque année, Frederika retrouve ainsi son grand-oncle, le prince Valdemar de Danemark, et le prince Georges de Grèce, à l'occasion des chasses organisées par les Hanovre, à Gmunden.

#### Une princesse au tempérament affirmé

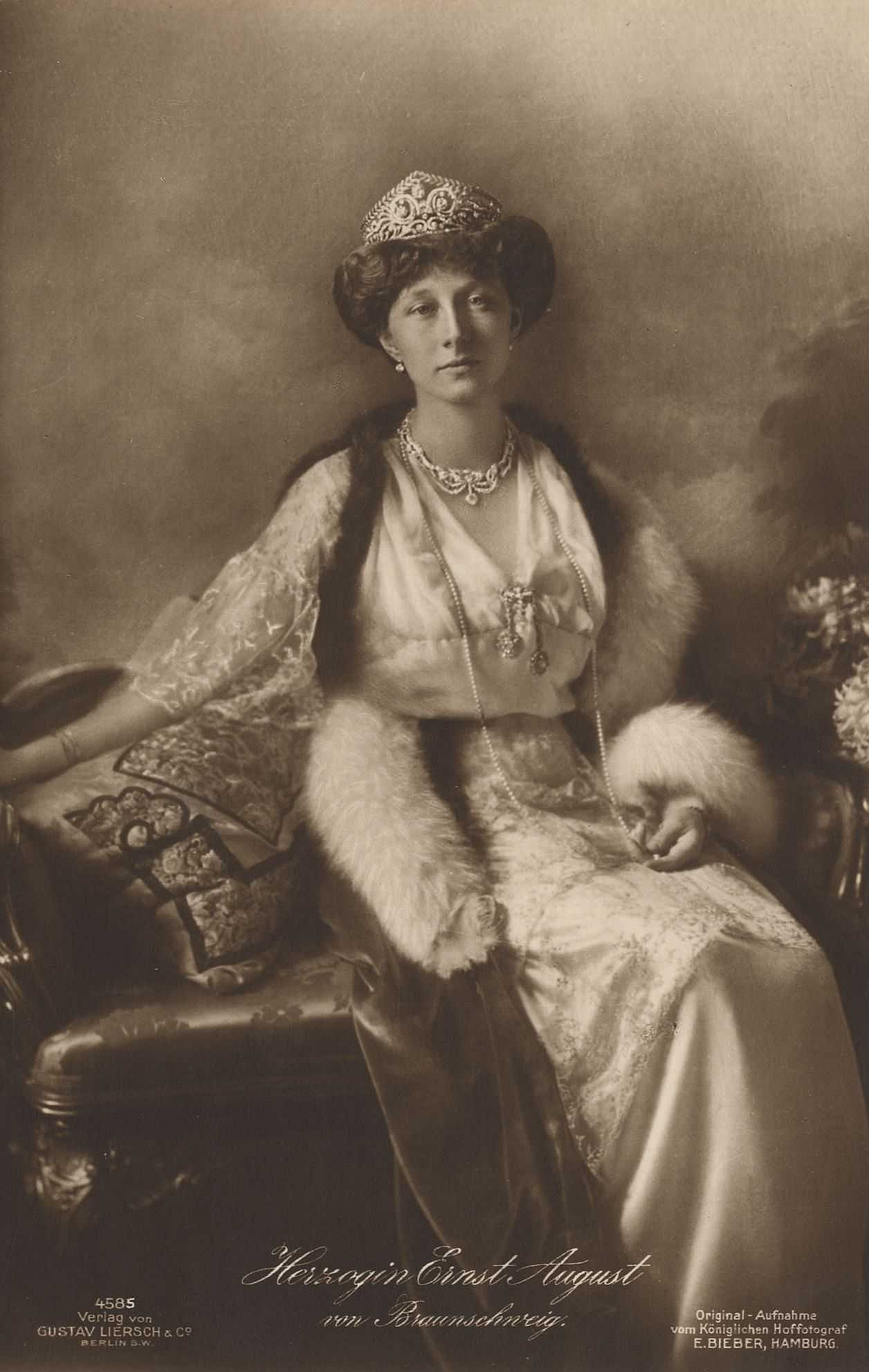
La duchesse de Brunswick, mère de Frederika, en 1918.

Seule fille d'une fratrie qui compte quatre garçons (Ernest-Auguste, Georges-Guillaume, Christian et Guelf-Henri), Frederika grandit au sein d'une famille aimante, mais lointaine. Elle ne voit ses parents qu'à l'heure des repas ou de la prière et son éducation est largement confiée à des gouvernantes. Avec sa mère, la petite fille fait cependant de longues promenades à bicyclette et pratique l'équitation, qu'elle adore. L'enfant a, par ailleurs, une relation spéciale avec sa grand-mère paternelle, la princesse Thyra de Danemark, qui la comprend parfaitement.
En grandissant, Frederika développe une forte personnalité. Elle se laisse volontiers porter par ses émotions et n'a pas sa langue dans sa poche, ce qui lui attire parfois des ennuis. Têtue mais courageuse, elle adore grimper aux arbres et passe facilement pour un garçon manqué. Jusqu'à l'âge de dix-sept ans, elle reçoit une éducation conservatrice et empreinte de luthéranisme, qui lui est inculquée par une institutrice allemande et une gouvernante anglaise. Férue de littérature et de philosophie, la princesse doit s'adonner à ses passions en cachette, car ses lectures sont sévèrement contrôlées par sa gouvernante,.
Après l'arrivée au pouvoir des nazis, Frederika est contrainte, comme tous les jeunes Allemands de sa génération, d'intégrer les Jeunesses hitlériennes. L'expérience ne lui plaît guère, d'autant que l'adolescente déteste porter l'uniforme. Elle lui permet cependant, pour la première fois, de côtoyer d'autres jeunes gens de son âge. Quoi qu'il en soit, la participation de Frederika à l'organisation et les accointances, réelles ou supposées, de plusieurs membres de sa parentèle avec le mouvement national-socialiste contribuent largement à ternir l'image de la jeune femme une fois devenue reine des Hellènes,.

### Une princesse courtisée

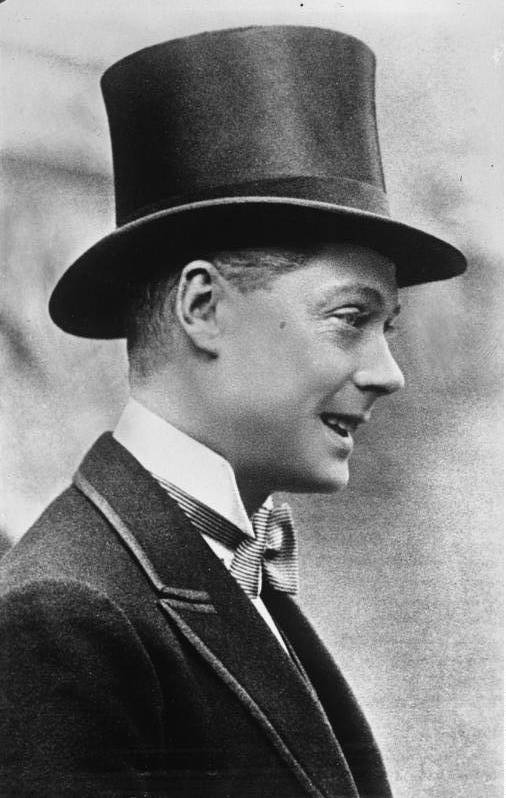
Le prince de Galles (futur Édouard VIII) en 1932.

#### Premiers projets matrimoniaux
Un an après son accession au pouvoir, en 1934, Adolf Hitler envoie Joachim von Ribbentrop auprès du duc et de la duchesse de Brunswick pour leur demander de favoriser une réconciliation avec le Royaume-Uni en organisant le mariage de Frederika avec le prince de Galles (futur Édouard VIII). Cette intervention surprend grandement les anciens souverains, qui font savoir au Führer qu'ils trouvent l'héritier du trône britannique trop âgé et qu'ils n'ont pas l'intention de forcer leur fille à épouser qui que ce soit. Peu de temps après, ils envoient Frederika compléter ses études au prestigieux collège anglais de North Foreland Lodge afin de la soustraire aux ambitions nazies.
Vers la même époque, une autre combinaison matrimoniale, liant Frederika au prince Pierre de Grèce, semble avoir été imaginée à l'intention de la princesse. Ce projet, révélé par la presse danoise dans les années 1980 mais également attesté par la journaliste grecque Hélène Vlachou dans ses mémoires, aurait été ébauché par le prince Georges de Grèce lors d’un séjour de son fils à Gmunden. Mais, s’il est exact, le projet de mariage est un échec et les relations de Frederika et de Pierre n’en sont que plus compliquées par la suite.

#### Séjour en Toscane et rencontre avec le prince Paul
En 1935, Frederika part poursuivre ses études à Florence, en Italie. Elle intègre alors une école américaine où règne un grand esprit démocratique, ce qui n'est pas pour plaire à ses parents. Dans cette institution liée à la Société des Nations (SDN), la princesse se passionne pour les relations internationales. Convertie au pacifisme, elle écrit un mémoire sur l'abolition de la guerre, dans lequel elle insiste sur le rôle de l'éducation dans la préparation de la paix,.

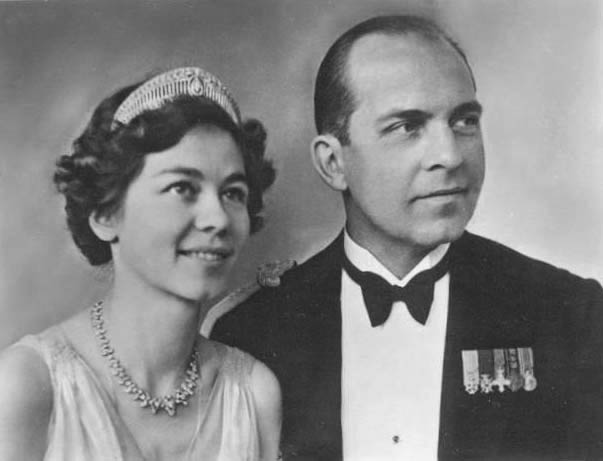
Paul et Frederika vers 1938.

Dans la cité toscane, Frederika retrouve aussi plusieurs membres de sa parentèle. Elle rend ainsi régulièrement visite à la princesse Hélène de Grèce (divorcée du roi Carol II de Roumanie), chez qui elle retrouve l'ex-diadoque de Grèce, qui trompe alors son ennui en séjournant chez sa sœur. Pour Frederika, qui appelle le prince Paul « mon oncle » depuis qu'elle l'a rencontré pour la première fois en 1927 (elle avait alors dix ans et lui vingt-six), c'est le coup de foudre. Elle n'imagine cependant pas que le prince puisse ressentir la même chose pour elle. Tandis que les sœurs du prince (Hélène, Irène et Catherine) font tout leur possible pour favoriser la relation naissante, ce dernier prend la décision d'écrire aux parents de Frederika afin de leur demander la main de leur fille. Cependant, le duc de Brunswick refuse catégoriquement de donner son accord au mariage, considérant la différence d'âge entre les deux amoureux beaucoup trop importante. Pour le prince grec, c'est une grande déception, mais il ne renonce pas pour autant à son projet matrimonial.
Avec la fin de l'année scolaire, Frederika rentre chez ses parents, en Allemagne. Peu de temps après, la monarchie est restaurée en Grèce et le prince Paul et ses sœurs retournent vivre auprès du roi Georges II, à Athènes. Cependant, les Jeux olympiques de Berlin de 1936 sont l'occasion, pour le diadoque et la princesse hanovrienne, de se retrouver une nouvelle fois et de se déclarer leur amour. Bien décidé à obtenir la main de Frederika, Paul se rend à la Königinvilla de Gmunden en 1937, où il réitère sa demande en mariage. Cette fois, le duc de Brunswick accepte la proposition de son cousin et les fiançailles du couple sont annoncées officiellement.

### Princesse de Grèce

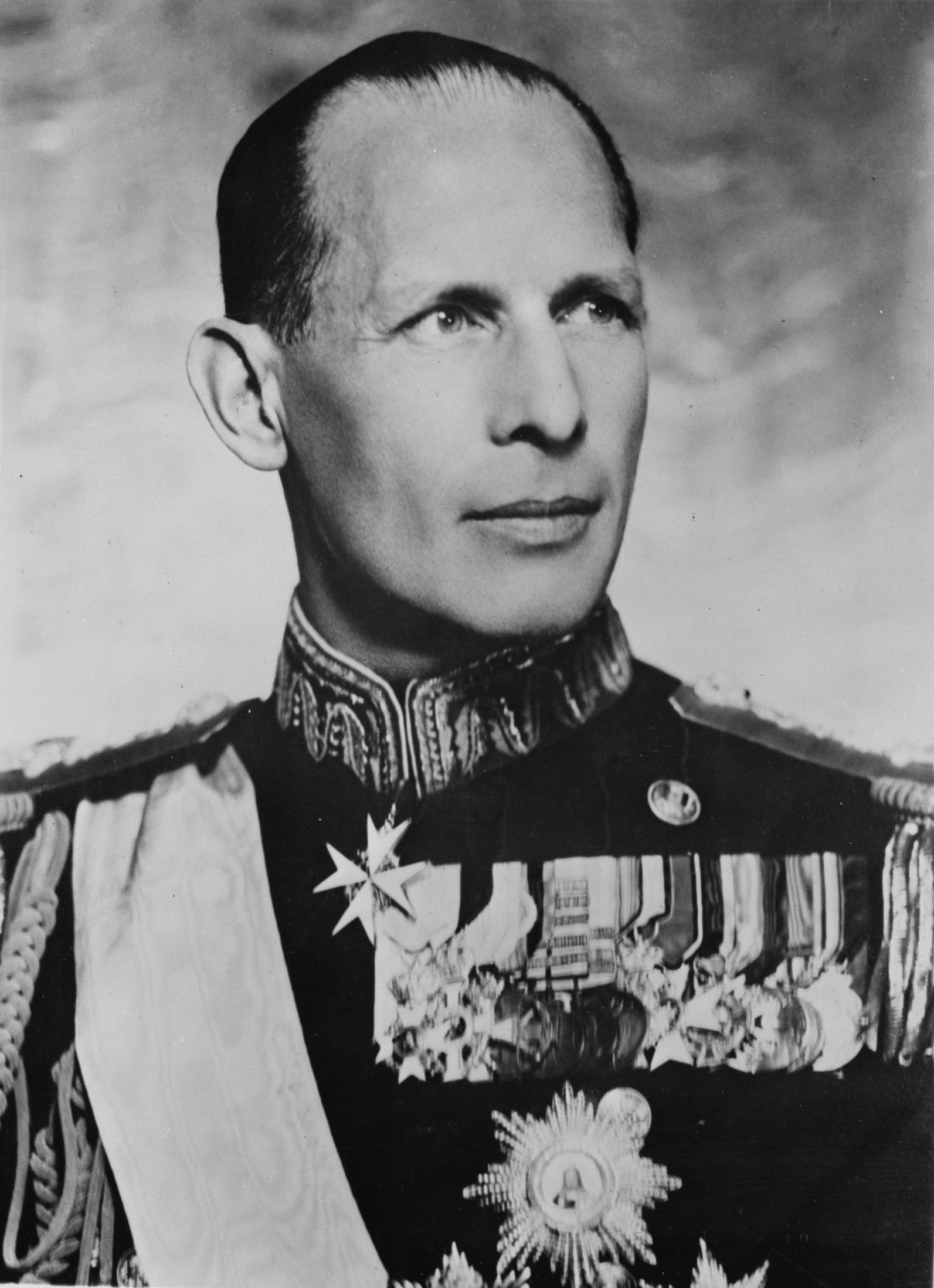
Le roi Georges II de Grèce, beau-frère de Frederika.

#### Des fiançailles qui divisent
Dans le royaume hellène comme à l'étranger, l'alliance qui s'annonce est loin de faire l'unanimité. Malgré le respect que lui vouent les Grecs pour ses qualités personnelles et son caractère affable, le diadoque Paul ne suscite guère l'engouement des foules. De fait, depuis l'instauration d'une dictature par le général Ioannis Metaxas (août 1936), la famille royale subit le mécontentement croissant des citoyens. Les difficultés économiques que connaît, par ailleurs, le royaume hellène depuis le déclenchement de la Grande Dépression font craindre à la population le coût d'un mariage princier. Dans ces conditions, de nombreuses voix s'élèvent à l'idée que le contribuable grec doive financer des festivités fastueuses, d'autant que Paul ne possède pas encore de résidence personnelle et que ses épousailles ouvrent donc la perspective de nouvelles dépenses publiques.
Outre ces préoccupations financières, c'est le choix d'une fiancée allemande qui inquiète le plus les Grecs et les chancelleries. Les Oldenbourg étant d'origine germano-danoise, ils sont toujours perçus comme une dynastie étrangère par une partie de la population hellène. Dans le pays, nombreux sont donc ceux qui auraient préféré voir l'héritier du trône épouser une de leurs compatriotes. La nationalité de Frederika et ses liens de parenté avec le Kaiser Guillaume II rappellent surtout aux Hellènes et aux gouvernements alliés la période de la Première Guerre mondiale. Ils ravivent par ailleurs la légende noire entourant la figure de l'ex-reine Sophie, accusée d'avoir poussé le roi Constantin Ier dans les bras des puissances centrales pendant la Grande Guerre. Or, Paul est considéré par les chancelleries étrangères comme une personnalité influençable, qui pourrait être facilement manipulée par sa femme.
Cependant, tout le monde ne désapprouve pas le choix du diadoque. Le général Metaxas, dont les relations avec Paul sont pourtant difficiles, se réjouit d'un mariage qui pourrait renforcer les liens de son pays et de son régime avec l'Allemagne nazie. Dans le IIIe Reich même, Adolf Hitler espère profiter de l'union pour étendre son influence sur le royaume hellène. Le Führer cherche par ailleurs à instrumentaliser le mariage pour les besoins de sa propagande en imposant la présence du drapeau et de l'hymne nazis durant les festivités prévues pour 1938.
De son côté, le roi Georges II, bien connu pour son anglophilie, cherche à faire oublier les origines germaniques de sa future belle-sœur. La jeune femme étant, à l'époque de ses fiançailles, 34e dans l'ordre de succession au trône britannique, le souverain met en avant ses racines anglaises. Afin de satisfaire le roi des Hellènes et de souligner leur appartenance à la dynastie britannique, les Hanovre demandent alors ostensiblement au roi Georges VI du Royaume-Uni l'autorisation de marier leur fille à un prince orthodoxe.

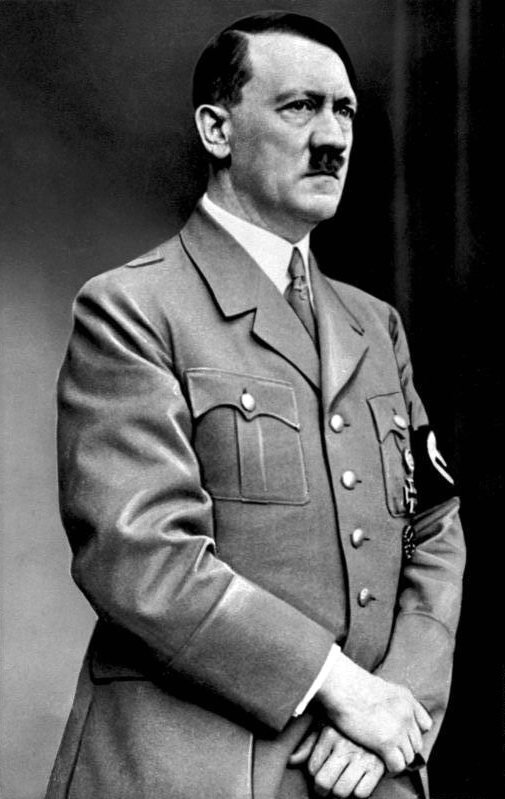
L'ombre d'Adolf Hitler plane sur le mariage de Paul et Frederika.

#### Une cérémonie de mariage mal perçue
Avant même l'arrivée de Frederika en Grèce, de nouvelles polémiques éclatent à son propos. Aucune sainte orthodoxe n'ayant jamais porté son prénom, l'Église nationale lui demande d'adopter un nom plus conforme à la culture et à la religion de son nouveau pays. Cependant, la jeune femme refuse catégoriquement de se plier à la requête du Saint-Synode parce qu'elle considère que son prénom fait partie intégrante de son identité. Face à la détermination de Frederika, l'Église doit finalement renoncer à sa demande.
Au-delà de cette affaire de prénom, c'est la présence possible de croix gammées au moment des noces du diadoque et de la princesse qui choque le plus l'opinion publique grecque. Pour faire barrage au drapeau nazi, le roi et son frère envisagent donc de hisser la bannière de l'ancien royaume de Hanovre dans les rues de la capitale hellénique. Cependant, la princesse Frederika s'oppose également à ce projet par crainte de mécontenter Hitler et d'attirer ainsi les foudres des nazis sur ses parents. De fait, les autorités allemandes interdisent formellement l'usage d’étendards régionaux à l'étranger.
Frederika arrive finalement en Grèce avec ses parents au début du mois de janvier 1938. À la frontière yougoslave, elle est reçue par le dictateur Metaxas et par le diadoque Paul lui-même. Quelques jours plus tard, le 9 janvier 1938, est célébré le mariage princier, ce qui donne lieu à une multitude de bals, de banquets et de concerts. Dans les rues d'Athènes, les foules grecques se pressent pour admirer le cortège princier. Cependant, l'événement ne soulève guère l'enthousiasme de la population, qui critique les dépenses effectuées pour loger et conduire les nombreux participants au mariage. De fait, des princes de toute l'Europe ont envahi Athènes pour l'occasion et il faut pas moins de vingt voitures pour transporter les invités de l'hôtel Grande-Bretagne, où ils sont hébergés, à la cathédrale orthodoxe, où se déroule la cérémonie religieuse. Or, parmi l'ensemble des personnalités du gotha conviées aux épousailles, ce sont les Allemands qui dominent, ce qui renforce le malaise de la population grecque.

#### Installation à Psychico et naissances princières
À l'occasion de son mariage, le diadoque Paul se voit offrir une villa dans le quartier athénien de Psychikó. Construite au début du XXe siècle par un riche magnat grec, cette demeure relativement modeste possède deux étages, un petit jardin et un balcon donnant sur la rue. Nécessitant quelques travaux, elle est redécorée par la princesse Irène de Grèce, sœur de Paul, avant l'emménagement du couple,. De son côté, Frederika achète avec sa dot une ferme située à Polydéndri, près de Larissa, en Thessalie.
Pendant ce temps, Paul et Frederika visitent la Grèce de long en large. En 1939, ils effectuent un voyage officiel en France et en profitent pour rendre visite au prince Georges de Grèce et à son épouse, la princesse Marie Bonaparte, à Paris. Puis, Frederika se rend seule à Doorn, aux Pays-Bas, à l'occasion du quatre-vingtième anniversaire de son grand-père maternel, l'ancien Kaiser Guillaume II d'Allemagne.
Peu après son mariage avec Paul, Frederika tombe enceinte. La première fille du couple princier naît le 2 novembre 1938, à Psychico : il s'agit de la future reine Sophie d'Espagne, que Paul et son épouse auraient souhaité prénommer Olga mais que la tradition grecque les contraint finalement à appeler Sophie, comme sa grand-mère paternelle. Quelques mois plus tard, le 2 juin 1940, Frederika donne naissance à un deuxième enfant, le futur Constantin II. Pour la famille royale, qui attendait avec anxiété la naissance d'un héritier mâle, il s'agit là d'une excellente nouvelle. Malgré tout, le contexte international interdit que soient organisées d'importantes festivités dans le pays.

### La Seconde Guerre mondiale et l'exil africain

#### La guerre italo-grecque

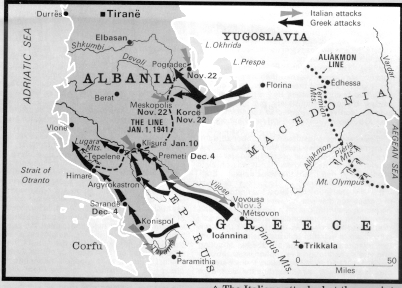
L'Épire, théâtre des opérations de la guerre italo-grecque.

Tandis que la famille royale s'agrandit, les troupes allemandes s'emparent progressivement de l'Europe et la France s'effondre sous les coups de la Blitzkrieg. Devant les succès hitlériens, l'Italie fasciste entre à son tour dans le conflit, le 10 juin 1940. Immédiatement, Mussolini lance une violente campagne de propagande contre la Grèce, accusant le gouvernement de Georges II d'abriter des navires britanniques dans ses eaux territoriales et de violer ainsi sa propre neutralité. Quelques semaines plus tard, le 15 août, un sous-marin italien coule le croiseur grec Elli alors qu'il escorte un navire rempli de pèlerins, au large de Tinos, dans la mer Égée,.
Dans ce contexte difficile, la diplomatie allemande s'empresse d'intervenir auprès du gouvernement hellène pour lui proposer sa médiation avec le royaume d'Italie. En échange de l'abdication de Georges II en faveur de Paul et de Frederika, le Troisième Reich propose non seulement à Athènes d'empêcher Rome de l'attaquer mais encore de lui octroyer les territoires qu'elle revendique depuis longtemps dans les Balkans. Informé de cette proposition, le souverain éclate dans une violente colère et fait répondre aux nazis qu'« ils feraient mieux de ne pas mettre leur nez dans les affaires de [son] pays s'ils savent ce qui est bon pour eux ! ». En dépit de cet échec, le régime nazi tente de circonvenir directement le diadoque et son épouse en s’appuyant sur des personnes de confiance du couple mais, là encore, les démarches de Berlin ne rencontrent aucun succès.
Quelques mois plus tard, le 28 octobre, Mussolini transmet à Metaxas un ultimatum lui demandant d’accepter, dans les trois heures, le stationnement de troupes italiennes sur le sol hellène et l'occupation de certaines bases stratégiques. Sans surprise, le dictateur refuse, déclenchant ainsi la guerre italo-grecque. Face au danger imminent, l’opposition en exil, incarnée par le général républicain Nikolaos Plastiras, proclame son soutien au gouvernement du roi Georges II. Dans le même temps, à Athènes, le souverain prend la tête des forces armées. En contact permanent avec les Alliés, il préside quotidiennement le conseil de guerre à l’Hôtel Grande-Bretagne, sur la place Syntagma, tandis que le diadoque fait le lien avec le théâtre des opérations, dans le nord-ouest du pays. Contrairement aux attentes de Mussolini, la Grèce se défend avec succès et parvient même à occuper le sud de l'Albanie, pays sous domination italienne depuis 1939,.

#### L'invasion de la Grèce
Alors que la guerre avec l’Italie fait rage en Épire, le général Ioannis Metaxas meurt le 29 janvier 1941. Pourtant, Georges II refuse de mettre en place un gouvernement d'union nationale et nomme comme nouveau Premier ministre le gouverneur de la Banque nationale, Alexandros Korizis. L’attitude équivoque du souverain, qui maintient ainsi la dictature mise en place en 1936, contribue à ternir davantage son image et lui vaut de nombreuses critiques, tant en Grèce que du côté des Alliés,.

L'invasion de la Grèce par les forces de l'Axe, en avril 1941.

Or, après une série de victoires grecques en Albanie, la situation militaire se dégrade avec l’invasion des Balkans par l’armée allemande. Le 6 avril 1941, la Luftwaffe déclenche en effet l’opération Châtiment qui vise à punir le gouvernement de Belgrade pour avoir renversé le régent Paul et dénoncé le pacte tripartite. C’est le début d’une campagne militaire qui aboutit au dépeçage du royaume de Yougoslavie et à l’arrivée des soldats allemands aux portes de la Grèce. Rapidement, l’armée hellénique et le corps expéditionnaire envoyé en soutien par Londres sont dépassés et Thessalonique est occupée par les Allemands le 9 avril. Le même jour, la ligne Metaxas, sorte de ligne Maginot grecque, est franchie et la IIe armée capitule,.
Dans ces conditions, les forces helléniques et alliées n’ont d’autre choix que de se retirer plus au sud. Durant sa retraite, la Ire armée grecque est prise à revers et doit offrir sa reddition aux Allemands le 20 avril. En fait, dès la mi-avril, la situation est devenue si alarmante que le Premier ministre Korizis a demandé au roi d’accepter la capitulation. Le souverain a alors éclaté dans une terrible colère et s’est opposé catégoriquement à toute forme de compromission avec l’ennemi. Ne pouvant supporter la situation, Korizis s’est suicidé à son domicile athénien le 18 avril, laissant le cabinet vacant jusqu’à la nomination d’Emmanouil Tsouderos comme chef du gouvernement, le 21 avril,,.
Conscient que l’arrestation de la famille royale constitue un objectif majeur pour la Wehrmacht, le souverain et son gouvernement envisagent, dès le 9 avril, de quitter la Grèce continentale pour trouver refuge en Crète. L’île étant également vulnérable aux attaques allemandes, Georges II demande officiellement au gouvernement britannique l’autorisation de s’installer à Chypre avec son cabinet et 50 000 recrues grecques. De là, une contre-offensive pourrait en effet être facilement organisée en direction du Dodécanèse italien. Dans un premier temps, la Grande-Bretagne semble acquiescer. Cependant, le Colonial Office ne tarde pas à s’opposer à ce qui lui apparaît comme une tentative déguisée de réaliser l’énosis (autrement dit l’annexion de l’île par la Grèce) et c’est donc la Crète qui est choisie comme situation de repli par le gouvernement.
Le 22 avril, Frederika, ses enfants et la majeure partie des autres membres de la famille royale embarquent pour la Crète à bord d’un hydravion britannique. Le lendemain, la famille est rejointe par le roi Georges II et le diadoque Paul. Cependant, la bataille de Crète rend rapidement la situation des Oldenbourg très précaire. Dans ces conditions, Frederika et la plupart des membres de sa parentèle fuient en Égypte le 30 avril, quinze jours avant l'attaque lancée par les parachutistes allemands contre l'île,,. Seuls Georges II, le diadoque et le prince Pierre restent en Crète. Ils sont cependant évacués à leur tour le 20 mai.

#### Entre Égypte et Afrique du Sud

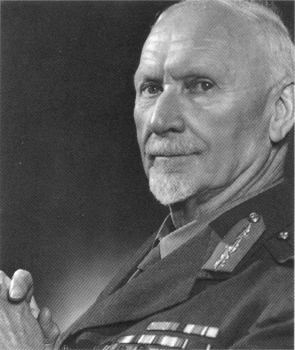
Le Premier ministre sud-africain Jan Smuts, ami et protecteur de Frederika (en 1943).

À Alexandrie, Frederika et les autres membres de la famille royale sont accueillis par la diaspora grecque, qui leur procure vêtements, argent et logement. Tandis qu'à Athènes, un gouvernement collaborateur est mis en place par les occupants, en Égypte, la présence des Oldenbourg inquiète fortement le roi Farouk Ier et ses ministres pro-Italiens. La famille royale de Grèce doit donc chercher un autre refuge pour passer la guerre et poursuivre sa lutte contre les forces de l'Axe. Le souverain britannique s'opposant à la présence de la princesse Frederika et de ses enfants au Royaume-Uni, il est finalement décidé que Georges II et le diadoque Paul pourraient s'installer à Londres mais que le reste de la dynastie devrait s'établir en Afrique du Sud jusqu'à la fin du conflit,.
Le 27 juin, la majorité des membres de la famille royale embarque donc pour un voyage à bord du navire hollandais Nieuw Amsterdam, qui les mène à Durban le 8 juillet 1941,. Après un séjour de deux mois dans le dominion britannique, le diadoque quitte son épouse et ses enfants pour l'Angleterre. Accompagnés de la princesse Catherine, ces derniers sont alors hébergés dans la résidence officielle du gouverneur Patrick Duncan, à Westbrooks,. La famille déménage ensuite à plusieurs reprises, avant de s'établir à la villa Irene de Pretoria, chez le Premier ministre Jan Smuts, dont Frederika ne tarde pas à devenir très proche. Au fil des semaines, l'homme politique afrikaner se transforme en figure paternelle pour la princesse et tous deux entretiennent de longues conversations à caractère philosophique. Smuts devient, par ailleurs, un fervent partisan de la famille royale et intervient, après guerre, auprès du gouvernement américain pour soutenir la restauration monarchique en Grèce,.
Séparée de son mari durant trois ans, la princesse entame, avec lui, une correspondance nourrie dans laquelle elle raconte en détail le quotidien de la famille. Elle profite, en outre, de son temps libre pour apprendre à conduire. Malgré la distance, les deux époux parviennent à se retrouver à de rares occasions, tantôt au Cap, tantôt au Caire,. L'héritier du trône ne peut cependant pas assister à la naissance de sa dernière fille, la princesse Irène, qui voit le jour dans la résidence de Smuts le 11 mai 1942. Malgré les réticences de son beau-frère, le roi Georges II, Frederika s'installe finalement auprès de son époux au Caire en janvier 1944, et leurs trois enfants les rejoignent définitivement en mars. En dépit de conditions matérielles difficiles, le couple princier noue alors des relations amicales avec plusieurs personnalités égyptiennes, comme la reine Farida, dont la progéniture a sensiblement le même âge que celle du diadoque.

### De la restauration de la monarchie au règne de PaulIer

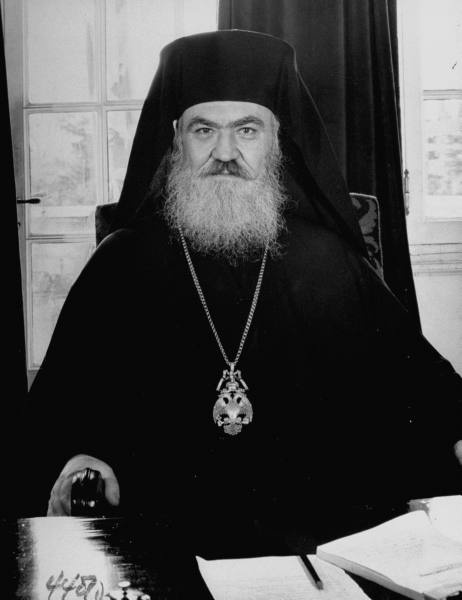
L'archevêque-primat Damaskinos d'Athènes, en 1945.

#### La difficile restauration de la monarchie
Alors que le royaume hellène est progressivement libéré durant l'année 1944 et que la majorité des exilés grecs peuvent regagner leur foyer, Paul et Frederika doivent rester en Égypte du fait de la montée de l'opposition républicaine dans leur pays. Sous la pression de Churchill et d'Eden, le roi Georges II, toujours en exil à Londres, doit en effet nommer régent l'archevêque Damaskinos d'Athènes le 29 décembre 1944. Or, le primat de l’Église orthodoxe forme immédiatement un gouvernement à majorité républicaine et place le général Nikolaos Plastiras à la tête du cabinet. Humilié, malade et sans plus aucun pouvoir, Georges II envisage un moment d'abdiquer en faveur de son frère, mais décide finalement de n'en rien faire,. Plus combatif que le souverain mais aussi plus populaire que lui, Paul aurait souhaité rentrer en Grèce au moment de la Libération. Il estime en effet que, de retour dans son pays, il aurait été rapidement proclamé régent, ce qui aurait barré la voie à Damaskinos et rendu la restauration de la monarchie plus aisée.
Après des mois de tergiversations, un référendum est finalement organisé en Grèce le 1er septembre 1946 afin de déterminer la forme du régime. Les monarchistes obtiennent alors 69 % des suffrages et les Oldenbourg sont invités à rentrer dans le pays. Georges II quitte donc le Royaume-Uni à bord d'un avion le 27 septembre, et arrive le jour même près d'Éleusis, où il retrouve Paul et Frederika. De là, la famille royale gagne Phalère puis Athènes, où elle est reçue par une foule en liesse et par un Te Deum célébré par monseigneur Damaskinos,. Malgré tout, le retour des Oldenbourg dans leur patrie ne suffit pas à faire oublier les souffrances de la population grecque. Le pays est totalement dévasté, les résidences royales ont été pillées et saccagées et une violente guerre civile, opposant communistes et monarchistes, frappe la Macédoine, la Thrace et l'Épire,. Dans un pays toujours frappé par le rationnement et les privations, Paul et Frederika réemménagent dans leur villa de Psychikó, où ils ne tardent pas à fonder une petite école pour leur progéniture. La princesse décide alors de se convertir à l'orthodoxie.
Dans les mêmes moments, Frederika retrouve ses parents et ses frères, avec lesquels elle avait partiellement perdu contact durant la Seconde Guerre mondiale. La jeune femme profite ainsi du mariage de la princesse Élisabeth du Royaume-Uni avec le duc d'Édimbourg, en novembre 1947, pour retourner en Allemagne et rendre visite aux Hanovre à l'occasion de l'anniversaire de son père.

#### Une reine allemande face  à la guerre civile grecque

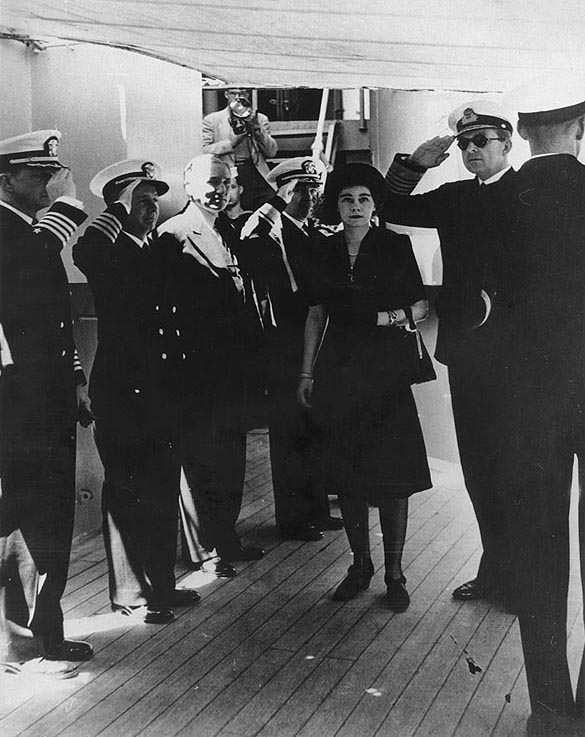
Paul et Frederika à bord du navire américain USS Providence en 1947.

Sept mois seulement après son retour à la tête de la Grèce, Georges II meurt subitement le 1er avril 1947, faisant de Paul et de Frederika les nouveaux roi et reine des Hellènes,. Les souverains quittent alors leur villa de Psychikó pour le palais royal d'Athènes. L'intention du couple royal n'est cependant pas de rester vivre dans la capitale hellénique mais de déménager à Tatoï, une fois cette résidence restaurée. D'importants travaux sont donc engagés dans la résidence bâtie au XIXe siècle par Georges Ier, et la famille royale y emménage définitivement en 1949, réservant le palais d'Athènes à la tenue des cérémonies officielles.
En octobre 1947, Paul Ier contracte la fièvre typhoïde, qui l'immobilise pendant de longues semaines et fait craindre pour sa vie. Or, la Grèce est toujours secouée par la guerre civile. La guérilla communiste, qui opère principalement dans le nord du pays, cherche à s'emparer d'une ville où elle pourrait proclamer la république populaire. Le 25 décembre, les communistes lancent ainsi une attaque contre la cité de Konitsa, située à proximité de la frontière avec l'Albanie. La santé du roi ne lui permettant pas de se rendre sur le front, Frederika prend la décision de gagner le théâtre des opérations afin de soutenir l'armée régulière. En dépit de ses origines allemandes, son voyage en Épire est un succès, qui lui permet d'apparaître auprès de ses sujets comme une femme forte et courageuse,,. Pourtant, à en croire ses mémoires, Frederika traverse alors une période de dépression et ce n'est pas sans difficulté qu'elle effectue son devoir.
Après trois années de combats, la guérilla communiste est obligée de déposer les armes le 15 octobre 1949. La victoire de l'armée régulière, dirigée par le maréchal Papágos, est accélérée par la rupture, en 1948, entre la Yougoslavie et l’Union soviétique, qui prive la rébellion d’une grande partie de ses soutiens et de ses bases arrière,. La Grèce sort dévastée de la guerre civile. Entre 50 000 et 200 000 personnes sont mortes à cause des combats et 100 000 à 200 000 autres ont fui le royaume ou été déportées par les communistes dans les pays du bloc de l'Est. Le réseau de communication est fortement endommagé et quantité d’églises, d’écoles, d’usines et de logements sont complètement hors d'usage. Afin de répondre au dénuement de leurs sujets, Paul et Frederika créent, dès 1947, une fondation chargée de récolter de l’argent en faveur des victimes de la guerre civile. Avec les dons, la reine met ainsi en place un réseau de « paidoupolis » (« villages d'enfants ») destiné à héberger les jeunes issus des zones de combats. Selon l'extrême-gauche, cependant, ces refuges servent surtout à endoctriner les enfants et à les détourner des idées républicaines.

#### Voyages à l’étranger et en province

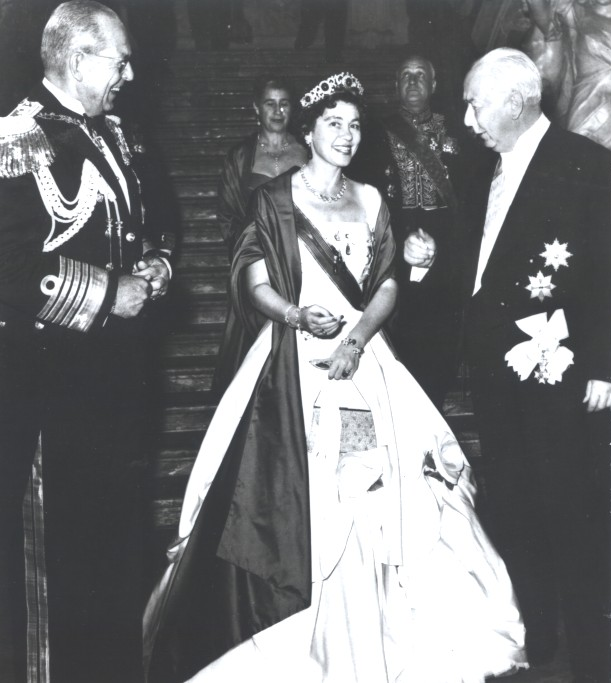
Paul et Frederika en compagnie du président de RFA Theodor Heuss (1954).

Pendant les années 1950, Paul et Frederika effectuent différents voyages à l'étranger. Afin de normaliser les relations entre la Grèce et la Turquie, les souverains se rendent ainsi à Istanbul et à Ankara en juin 1952. Malgré l’invitation du gouvernement turc, ils refusent poliment de visiter la basilique Sainte-Sophie mais vont ensemble se recueillir sur la tombe de Mustafa Kemal. C’est la première fois qu’un monarque hellène se rend en visite officielle dans le pays qui a dominé la Grèce durant cinq siècles. Cela n’empêche pas les relations entre les deux États de se refroidir considérablement les années suivantes à cause de la crise chypriote. Entre 1955 et 1959, Athènes cherche en effet à réaliser l'énosis, ce qui ne va pas sans soulever l'opposition de sa voisine.
En dépit de leurs relations familiales étroites avec l’ex-roi Pierre II de Yougoslavie, Paul et Frederika œuvrent également au rapprochement de la Grèce avec son voisin yougoslave. En septembre 1955, le couple royal se rend ainsi en voyage officiel à Belgrade, avant de recevoir le maréchal Tito et sa femme en visite privée à Corfou l'année suivante. Outre ces séjours chez leurs voisins, les monarques se rendent en visite officielle dans plusieurs autres pays : au Royaume-Uni (1952 et 1963), aux États-Unis (1953), en France et en Allemagne de l'Ouest (1956), en Suisse (1958), en Éthiopie et en Italie (1959) et même en Inde et en Thaïlande (1963). Frederika effectue par ailleurs, seule, un voyage aux États-Unis à l'occasion des funérailles du président John Fitzgerald Kennedy (1963).
Enfin, le couple royal effectue de nombreuses visites en province. Chaque année, il participe aux commémorations de la libération de Ioannina (21 février) et de Thessalonique (26 octobre) ainsi qu’aux festivités qui accompagnent la Saint-André, à Patras (30 novembre). Le roi inspecte par ailleurs régulièrement les garnisons postées aux frontières du pays. Surtout, les souverains se rendent sur le terrain à chaque fois qu’une catastrophe naturelle frappe le royaume : à Céphalonie en 1953, à Volos en 1955 et à Santorin en 1956, par exemple.

### Une reine critiquée

#### Une vie familiale entre simplicité et tensions

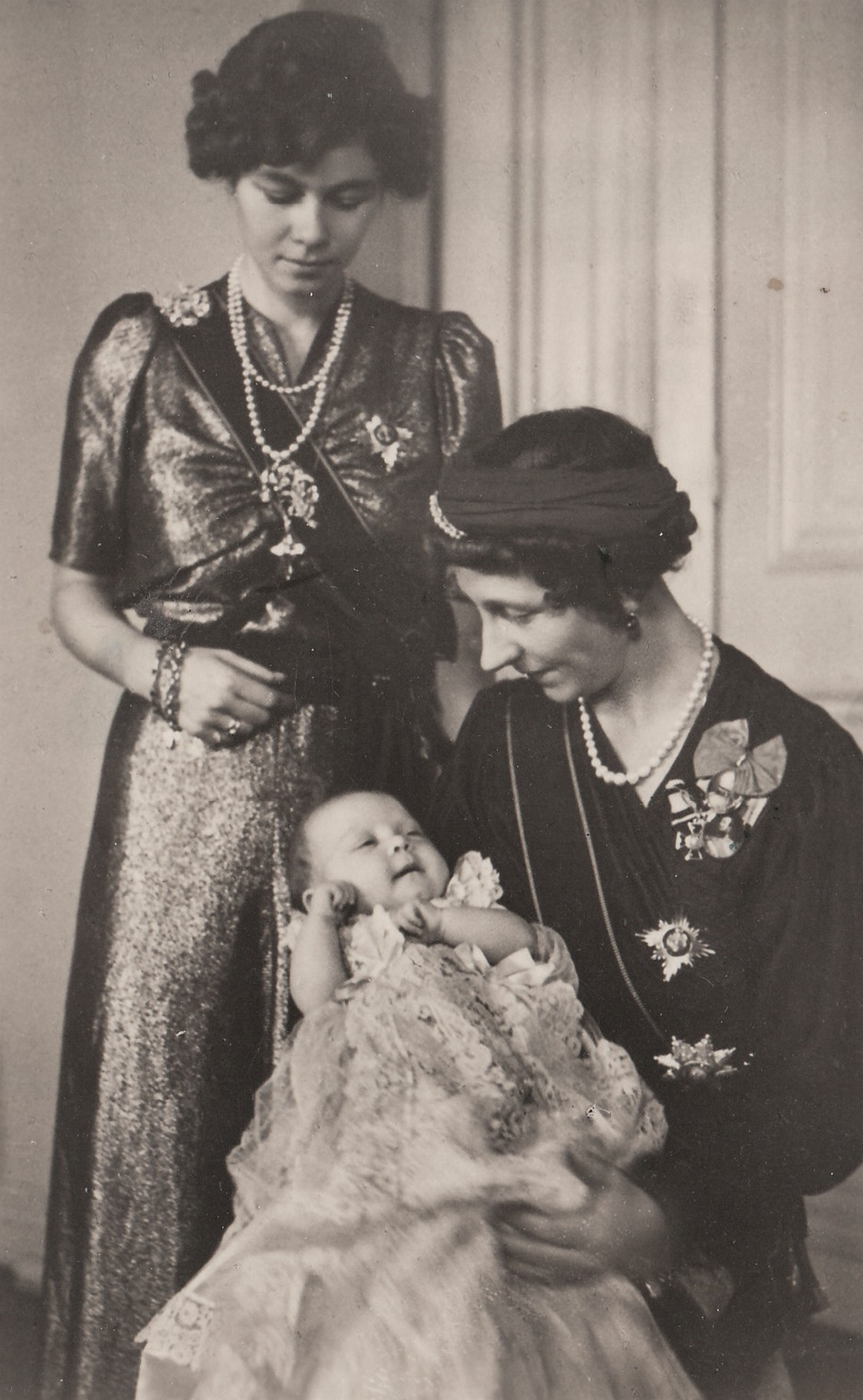
La reine Frederika en compagnie de sa mère et de sa fille Sophie (1939).

Dans leur foyer et avec leurs enfants, Paul et Frederika utilisent l'anglais comme langue de communication. Les petits princes sont élevés dans une relative simplicité et la communication est au centre de la pédagogie des monarques, qui passent un maximum de temps avec leur progéniture,. Cependant, les obligations officielles des souverains les obligent à s'absenter régulièrement, ce dont les enfants ne sont pas sans se plaindre parfois. À l'adolescence, les princesses Sophie et Irène sont envoyées en pensionnat à Salem, en Allemagne, afin d'y compléter leur éducation. Sous la direction de leur oncle, le prince Georges-Guillaume de Hanovre, les deux adolescentes reçoivent une formation conforme aux préceptes de Kurt Hahn, un pédagogue allemand dont les idées ont profondément inspiré plusieurs familles royales. De son côté, le diadoque Constantin est scolarisé au lycée Anavryta de Maroussi, qui suit les mêmes préceptes éducatifs,.
Chaque hiver, Paul et Frederika conduisent leurs enfants à Falken, en Autriche, pour y skier. L'été, la famille se rend dans l'archipel des Petalis, où un riche armateur leur prête sa propriété. Après 1955, cependant, le couple royal rentre en possession du palais familial de Mon Repos et reprend l'habitude de séjourner à Corfou, dans les îles Ioniennes,. Durant leurs vacances, Paul et Frederika invitent régulièrement leur parentèle européenne et les princes de Hanovre, de Hesse, de Bade et de Hohenlohe sont des hôtes réguliers des monarques. Même les Romanov, qui ont subi un certain ostracisme de la part des autres familles royales après la guerre civile russe, sont les bienvenus à Athènes, comme le prouvent les séjours du prince Vassili Alexandrovitch chez ses cousins. C'est par ailleurs dans la capitale hellénique que sont organisées les noces de l'ex-roi Michel Ier de Roumanie, neveu de Paul Ier, avec la princesse Anne de Bourbon-Parme, en juin 1948. En 1960, Paul et Frederika accueillent en outre, au sein de leur foyer, le jeune Michel de Grèce, venu effectuer son service militaire dans son pays d'origine. Plus tard, c'est au bras de la reine Frederika que Michel est conduit à l'autel lors de son mariage, au palais royal (1965).
Au sein de la famille royale de Grèce, cependant, tous n'apprécient pas le couple souverain. Le prince Pierre, en particulier, entretient des relations orageuses avec ses cousins, qui lui reprochent d'avoir conclu une mésalliance en épousant une roturière par deux fois divorcée. La princesse Alice de Battenberg, veuve du prince André de Grèce et mère du duc d’Édimbourg, a également des relations difficiles avec Frederika, qui a notamment commis la maladresse de lui cacher l'agonie de sa belle-sœur, la grande-duchesse Hélène Vladimirovna de Russie, en mars 1957,. Après la mort de son père en 1953, la reine des Hellènes se brouille, par ailleurs, avec sa mère, Victoria-Louise de Prusse, pour des questions d'héritage et, peut-être aussi, de préséance. Cette querelle familiale aboutit à un scandale médiatico-judiciaire, lorsque le palais fait condamner « pour atteinte à la reine » des journalistes grecs ayant publié une interview acrimonieuse de la duchesse douairière (décembre 1962),.

#### Une reine férue de politique
« Démocratie couronnée » depuis l’élection au trône de Georges Ier en 1863, la Grèce n’en garde pas moins certains traits d’une monarchie autoritaire. La couronne y conserve en effet des pouvoirs plus étendus que dans la plupart des autres monarchies européennes et le couple royal est régulièrement accusé par les médias et une partie de la classe politique hellènes de se montrer peu respectueux du jeu parlementaire. De fait, Paul Ier n’hésite pas à faire connaître publiquement son opinion sans en référer auparavant au gouvernement (comme lorsqu’il soutient l’énosis dans le New York Times, en 1948). Il ne craint pas non plus d’aller contre les recommandations de son Premier ministre (comme lors de son voyage au Royaume-Uni en 1963) ou de mettre en avant les liens privilégiés qu’il entretient avec l’Armée (faisant ainsi craindre aux opposants de la monarchie des velléités putschistes),,.

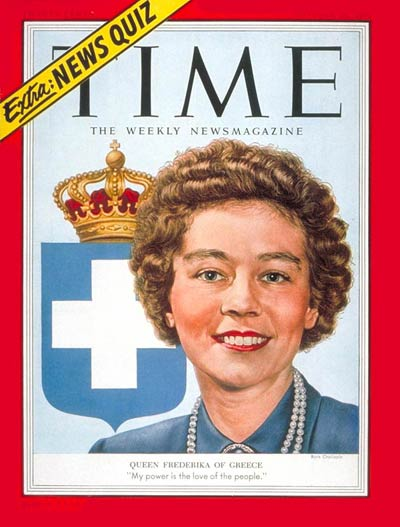
La reine Frederika en couverture de Time Magazine en 1953.

Passionnée par la politique, la reine Frederika est quant à elle accusée d'exercer une influence néfaste sur son époux, qui la consulte avant de prendre la plupart de ses décisions,. En accord avec le roi, elle entretient une diplomatie parallèle et personnelle avec nombre d'hommes d'État étrangers, parmi lesquels Jan Smuts, Winston Churchill ou George Marshall,. Proche de ses sujets, avec lesquels elle sait se montrer facilement disponible et accessible, la reine se révèle par contre hautaine avec la classe politique grecque, qu'elle méprise ouvertement. Or, la constitution de 1952 prévoit que Frederika assurerait automatiquement la régence en cas de décès prématuré ou d'absence prolongée de son époux,.
Déjà sujets aux critiques du fait de leur manière d’interpréter les prérogatives royales, Paul et Frédérika sont également attaqués sur le coût de la monarchie. Le couple royal est ainsi accusé de réaliser de trop fréquents séjours à l’étranger et de mener un train de vie dispendieux, sans se préoccuper des difficultés de la majorité de la population hellène,. L'organisation de la « croisière des rois » par Frederika en 1954 provoque ainsi le mécontentement de l'opposition, qui y voit une source de dépenses inutiles,,. L’opacité de la gestion de la Fondation royale pour les Œuvres sociales soulève également les critiques de l’opinion publique et des médias, qui accusent la famille royale de se servir dans ses caisses,,. Enfin, au fil des années, la demande de nouveaux crédits destinés à l'entretien de la dynastie fait naître d’importantes tensions politiques, comme le montrent le vote d'une nouvelle liste civile en 1956 ou celui de la dot de la princesse Sophie en 1962,,.
À l'étranger également, la figure des souverains déchaîne les passions. En 1963, le séjour, à Londres, de la reine Frederika et de sa fille Irène à l'occasion des noces de la princesse Alexandra de Kent s'accompagne ainsi d'une campagne de presse et de manifestations très agressives contre la dynastie hellène. La militante communiste Betty Ambatielos, dont l'époux est en prison en Grèce, organise alors une violente manifestation devant l'hôtel où séjournent la reine et sa fille. Prises à partie, les deux femmes doivent trouver refuge dans la demeure d'une actrice américaine, Marti Stevens, pour échapper à l'ire de la foule. Embarrassé, le gouvernement britannique n'adresse que des excuses maladroites à la famille royale, ce qui contribue à refroidir davantage les relations anglo-grecques, déjà tendues par la question chypriote,,. Quelques semaines plus tard, éclate l'« affaire Lambrakis », qui choque durablement l'opinion publique hellène. Le 22 mai 1963, le député de gauche Grigoris Lambrakis est renversé par une motocyclette à Thessalonique et meurt des suites de ses blessures. L'enquête qui suit révèle qu'il s'agit d'un attentat politique et que des proches du régime y sont mêlés. La couronne n'est qu'indirectement éclaboussée, mais son principal soutien, l'Union nationale radicale (ERE) de Constantin Karamanlis, sort de cette affaire très affaiblie,.

#### Une mère ambitieuse

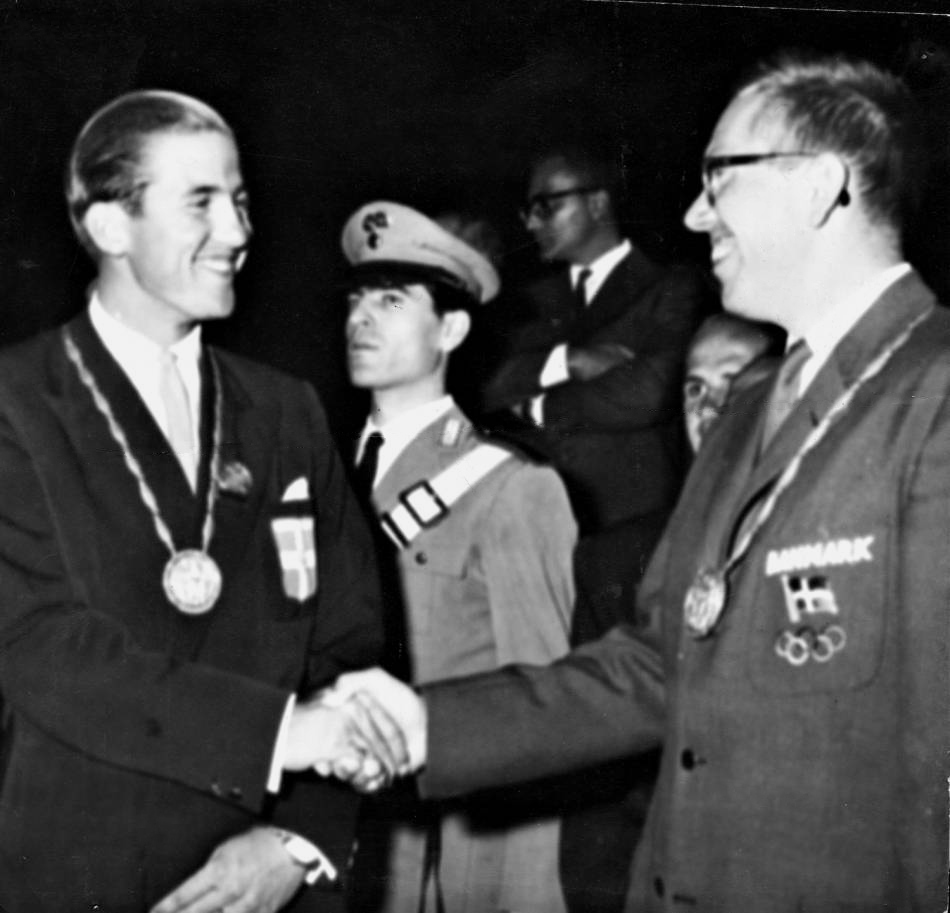
Le diadoque Constantin en compagnie de l'athlète danois Paul Elvstrøm lors des JO de 1960.

Ses enfants grandissant, Frederika cherche à leur trouver des époux dignes de leur rang. Au grand dam de certains de ses sujets, qui voudraient helléniser la dynastie en y faisant entrer un peu de sang grec, la reine rejette toute idée de mariage inégal et tourne les yeux vers les cours étrangères pour trouver des conjoints à sa progéniture,. Durant plusieurs années, elle cherche ainsi à unir sa fille aînée, Sophie, avec le prince héritier Harald de Norvège. Cependant, le jeune homme tombe amoureux d'une roturière, Sonja Haraldsen, et le projet matrimonial fait long feu. Après cet échec, la reine des Hellènes favorise le rapprochement de la princesse avec Juan Carlos d'Espagne et les deux jeunes gens finissent par se marier à Athènes en 1962. Dans le même temps, Frederika pèse de tout son poids pour que soit octroyée à Sophie une dot digne de son rang, ce qui donne lieu à de fortes tensions entre le palais et le parlement,,.
La reine fait également beaucoup d'efforts pour trouver une épouse convenable au diadoque Constantin. Médaillé d'or en voile aux Jeux olympiques de Rome de 1960, le jeune homme connaît un réel succès auprès des femmes et noue plusieurs liaisons avec des actrices, parmi lesquelles Elizabeth Taylor et Alíki Vouyoukláki. Cependant, après quelques aventures, sa famille le pousse dans les bras de la princesse Anne-Marie de Danemark, qu'il épouse en grande pompe en septembre 1964.
En 1965, la souveraine oblige sa fille Irène à mettre un terme à l'idylle nouée avec Stavros Strastigis, un brillant avocat athénien, à la fois roturier et divorcé. La jeune fille arrivant alors juste après son frère dans l'ordre de succession à la couronne, sa famille envisage un moment de la marier au prince Michel de Grèce mais le projet n'aboutit pas et ce dernier épouse finalement une artiste grecque du nom de Marina Karella. Après une nouvelle tentative en direction d'Harald de Norvège, Frederika essaie d'unir sa benjamine au prince Henri de Hesse-Cassel, sans davantage de succès. Confrontée à ces différents échecs, la reine pousse sa fille à embrasser une carrière de pianiste, qui mène celle-ci à donner plusieurs représentations en Europe et aux États-Unis.

### Veuvage et exil

#### De la mort de PaulIerà l'exil de la famille royale

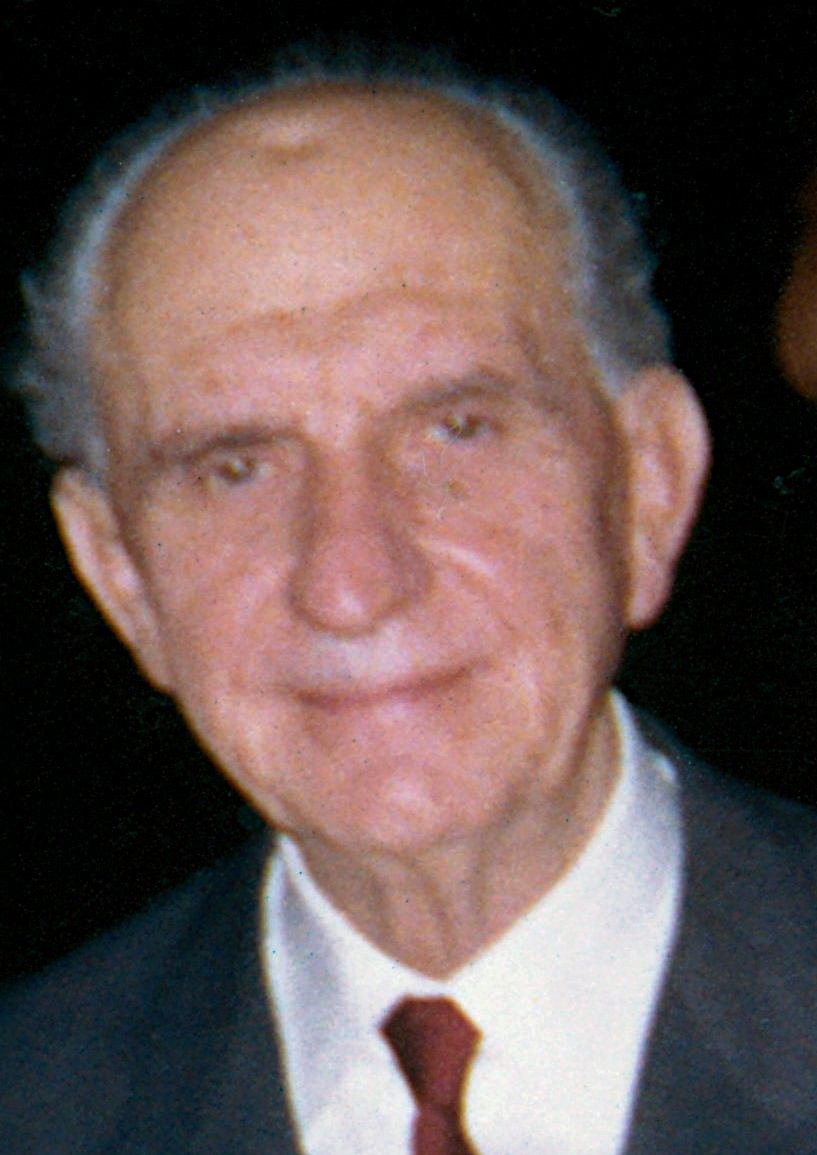
Le Premier ministre Georgios Papandréou en 1964.

En janvier 1964, Paul Ier est diagnostiqué d'un cancer de l'estomac. Affaibli par la maladie, il s'évanouit juste après la cérémonie d'investiture du Premier ministre Georgios Papandréou, qui se déroule en février. Peu après, le roi est opéré d'un ulcère de l'estomac, mais l'intervention révèle surtout la généralisation du cancer et les chirurgiens abandonnent tout espoir de le guérir. Veillé par Frederika à Tatoï, le souverain voit sa santé se dégrader rapidement et meurt le 6 mars 1964, après une nouvelle intervention chirurgicale. Une fois les funérailles du roi organisées et le mariage de Constantin II célébré, Frederika se retire ostensiblement de la vie publique pour mieux mettre en avant sa belle-fille, la reine Anne-Marie. Consciente de sa mauvaise réputation, la douairière s'installe dans sa résidence de Psychikó et renonce officiellement à la pension que lui octroie le parlement. Pourtant, l'opposition continue à l'accuser de jouer les éminences grises et de pousser son fils à rejeter le jeu démocratique,.
Or, en juillet 1965, Constantin II rompt avec le Premier ministre Papandréou et la vie politique se dégrade en même temps que les tensions liées à la crise chypriote grandissent. Face à l'instabilité qui se développe en Grèce, de nouvelles élections législatives sont convoquées pour mai 1967. Cependant, dans le contexte de la Guerre froide, l'armée hellène craint une victoire électorale de la gauche, qui soutient notamment une sortie de l'OTAN. Face à cette perspective, un groupe de militaires organise un coup d'État le 21 avril 1967 et renverse le gouvernement : c'est le début de la Dictature des colonels, qui dure jusqu'en 1974. Prise au dépourvu, la famille royale se retrouve isolée et Constantin II fait le choix de reconnaître le nouveau régime afin d'éviter un bain de sang. Dans ces conditions, nombre d'observateurs considèrent que le putsch s'est déroulé avec l'aval du souverain et certains accusent même Frederika d'être à l'origine du coup de force,,.
Quoi qu'il en soit, Constantin II organise un contre-coup d'État pour renverser les colonels et restaurer la démocratie le 13 décembre 1967. Cependant, sa tentative est un échec et la dynastie est chassée de Grèce, sans que la monarchie soit officiellement abolie avant 1973. Exilée à Rome, la famille royale passe quelque temps à l'ambassade hellène avant d'être hébergée par le grand-duc Maurice de Hesse puis par un riche bienfaiteur ayant lui-même connu l'exil. Frederika réside ensuite en Italie avec sa fille Irène jusqu'en 1969,,. Durant cette période, la reine douairière passe beaucoup de temps avec les enfants de Constantin II (Alexia, Paul et Nikólaos). Elle pratique, par ailleurs, la peinture et effectue plusieurs voyages à l'étranger, ce qui donne lieu à des rumeurs. Ses séjours à Oslo font ainsi croire, en 1968, qu'elle est sur le point de se remarier au roi Olav V de Norvège.

#### Entre préoccupations politiques et recherches métaphysiques

Le prince Juan Carlos d'Espagne et la princesse Sophie de Grèce en compagnie du président américain Richard Nixon et de son épouse (1971).

Après le mariage de Sophie et de Juan Carlos, Frederika se rend régulièrement en Espagne, où elle retrouve avec joie ses petits-enfants, Elena (née en 1963), Cristina (née en 1965) et Felipe (né en 1968). Logée chez son gendre au palais de la Zarzuela, elle ne manque alors jamais l'occasion d'être reçue par Franco et son épouse, Carmen Polo. Pourtant, le caudillo n'aime pas la souveraine, qu'il considère comme une intrigante. Or, le dictateur n'est pas le seul à avoir une mauvaise opinion d'elle : la bonne société espagnole juge Frederika hautaine et les Bourbons eux-mêmes se méfient d'elle depuis que la souveraine a demandé à l'ancienne reine Victoria-Eugénie d'intervenir auprès de son fils, le comte de Barcelone, pour qu'il renonce à ses droits dynastiques au profit du prince Juan Carlos en 1962. C'est la raison pour laquelle la reine des Hellènes n'est pas conviée à s'installer à Madrid après la mise en place de la dictature des colonels à Athènes.
Fascinée par le mysticisme quantique depuis sa rencontre avec le prix Nobel de physique Werner Heisenberg en 1964,, Frederika met à profit ses années d'exil pour approfondir sa quête spirituelle. Végétarienne depuis la mort de Paul Ier, et ardente pratiquante de la méditation, la reine s'intéresse de plus en plus à la spiritualité hindou, qu'elle a découverte lors de son voyage officiel en Inde en 1963. Invitée à Madras par le philosophe T.M.P. Mahadevan afin d'y suivre un cycle de conférences universitaires, Frederika s'installe dans la cité indienne en compagnie d'Irène en 1969,. Éblouie par la culture locale et consciente que sa mauvaise réputation contribue à gêner Constantin II dans ses tentatives de restauration, Frederika reste en Inde jusqu'en 1974,. Pourtant, la reine douairière continue à attiser les critiques. En Europe, une rumeur prétend en effet qu'elle entretient une liaison avec le professeur Mahadevan. Surtout, l'Église grecque condamne ses déclarations intempestives en matière religieuse et menace, un moment, de l'excommunier pour pratique de la théosophie.
Lassée par cette vie itinérante et quelque peu désargentée, l'ex-souveraine sollicite, en 1971, l'autorisation du régime franquiste d'établir sa résidence permanente à Madrid, ce qui lui est refusé. Dans les mêmes moments, elle publie ses mémoires, en anglais, sous le titre A Measure of Understanding. En 1973, la dictature des colonels abolit la monarchie en Grèce et la famille royale cesse de percevoir la liste civile qui lui était, jusque-là, octroyée. Après la chute du régime militaire l'année suivante, la république est confirmée par référendum et la loi d'exil touchant l'ancienne dynastie est maintenue. Durant la campagne référendaire, les républicains n'hésitent pas à utiliser l'image de la reine Frederika sur leurs affiches avec le slogan « Si vous votez oui, elle revient », jouant sur le mauvais souvenir que la reine a laissé dans son pays. Frederika n'en éprouve pas moins la joie d'assister à la restauration de la monarchie espagnole et à l'accession de son gendre et de sa fille aînée au pouvoir en 1975. Dans ce nouveau contexte, l'ex-reine des Hellènes obtient, en 1978, l'autorisation de s'installer à l'année à la Zarzuela. Elle effectue toutefois de fréquents séjours dans la capitale britannique, où son fils et sa famille poursuivent leur vie d'exilés royaux.

#### Décès et inhumation

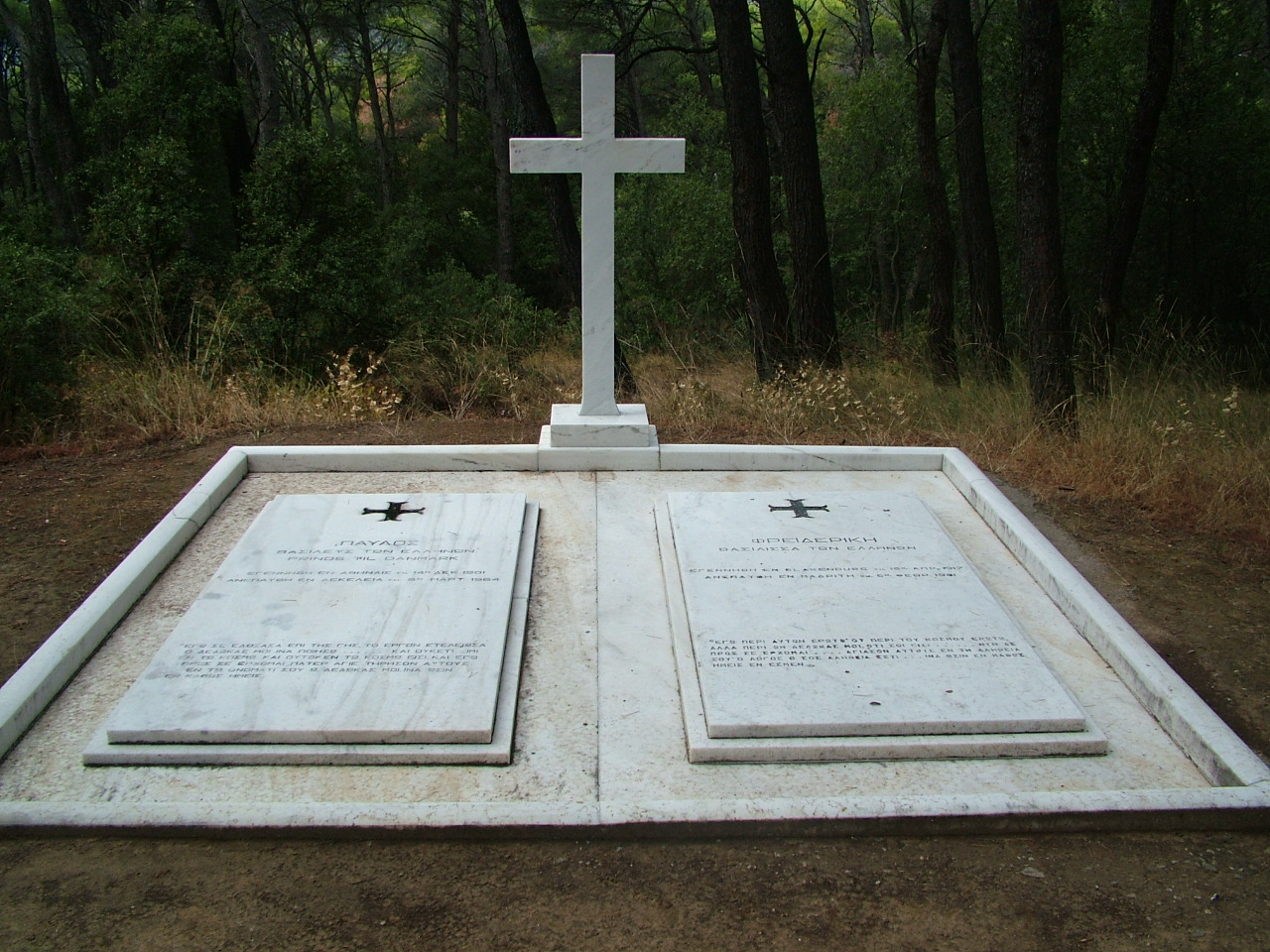
Tombes du roi Paul Ier et de la reine Frederika à Tatoï.

Au fil des années, la santé de Frederika se dégrade. Atteinte depuis longtemps de surdité, elle souffre également de problèmes de cœur. Au début des années 1980, l'ex-reine des Hellènes décide pourtant de se faire opérer des paupières, soit pour des questions de vue, comme l'a plus tard expliqué sa parentèle, soit pour de simples considérations esthétiques, comme l'a affirmé la presse. Son médecin britannique ayant refusé de l'opérer en raison de ses soucis cardiaques, elle se tourne vers le Dr Carlos Zurita, beau-frère du roi Juan Carlos Ier. À la demande de la reine douairière, celui-ci accepte de procéder à l'opération sans qu'aucun membre des familles royales de Grèce et d'Espagne ne soit mis au courant. Cependant, Frederika ne survit pas à l'anesthésie et elle meurt dans une clinique madrilène, dans la nuit du 6 février 1981,.
Une fois le décès constaté, le corps de la souveraine est transféré à la Zarzuela, où les proches de l'ex-souveraine affluent rapidement. Des funérailles corpore insepulto sont ensuite célébrées dans le palais par le métropolite grec de France Mélétios. Dans le même temps, des négociations diplomatiques sont entreprises par le gouvernement espagnol afin de persuader Athènes d'autoriser le rapatriement de la dépouille royale à Tatoï mais les pourparlers sont si difficiles que Madrid envisage, un moment, d'enterrer Frederika à l'Escurial. Finalement, les autorités hellènes acceptent que l'ancienne reine repose auprès de son époux et permettent, en outre, que soit levée, pour quelques heures, l'interdiction faite aux Oldenbourg de pénétrer dans le pays. Ce geste pourtant limité en direction de l'ancienne famille royale provoque la colère de la gauche grecque et oblige le ministre des Affaires étrangères à justifier publiquement sa décision,.
Dans le même temps, le gouvernement espagnol met à disposition de Constantin II un avion spécial pour acheminer la dépouille de la reine douairière. Ses obsèques sont finalement organisées le 12 février, sans que la presse ou le grand public puissent y assister,. Des représentants de la plupart des familles royales européennes sont néanmoins présents, tels que la princesse Juliana des Pays-Bas, le duc d'Édimbourg, le prince Henri de Danemark, le prince et la princesse de Liechtenstein, la princesse Sophie de Grèce et le prince Georges-Guillaume de Hanovre, la princesse Catherine de Grèce (sœur du roi Paul Ier) et la princesse Eugénie de Grèce. Une fois la cérémonie terminée, les Oldenbourg reprennent le chemin de l'exil et c'est seulement en 1993 que le roi déchu peut venir à nouveau en Grèce.
En septembre 2020, la tombe de Frederika et Paul est vandalisée.

## Dans la culture populaire

### Documentaires
La reine Frederika apparaît dans différents documentaires consacrés aux familles royales européennes :
- Avec son époux, elle est au centre de l'épisode « Paul et Frederika » de la série documentaire Les Amants du siècle de Frédéric Mitterrand (1993)[185] ;
- On peut aussi la voir dans la série danoise En kongelig Familie (en anglais : A Royal family), réalisée par Anna Lerche et Marcus Mandal (2003)[186].

### Fiction
En 2010, le rôle de Frederika est interprété par l'actrice espagnole Emma Suárez dans le téléfilm Sofía, consacré à la fille aînée de la souveraine.
En 2025, son rôle est interprété par l'actrice norvégienne Kirsti Øydegard dans le premier épisode (« Une Fille du peuple ») de la série télévisée La Roturière.

### Littérature
La reine Frederika est évoquée de manière négative dans le roman Z (1966) de Vassílis Vassilikós.

### Statue
Une statue à l'effigie de la reine Frederika s'élevait autrefois sur la place principale de Kónitsa, en Épire. Réalisée par le sculpteur Michális Tómbros, elle a été retirée en 1971 par la Dictature des colonels.

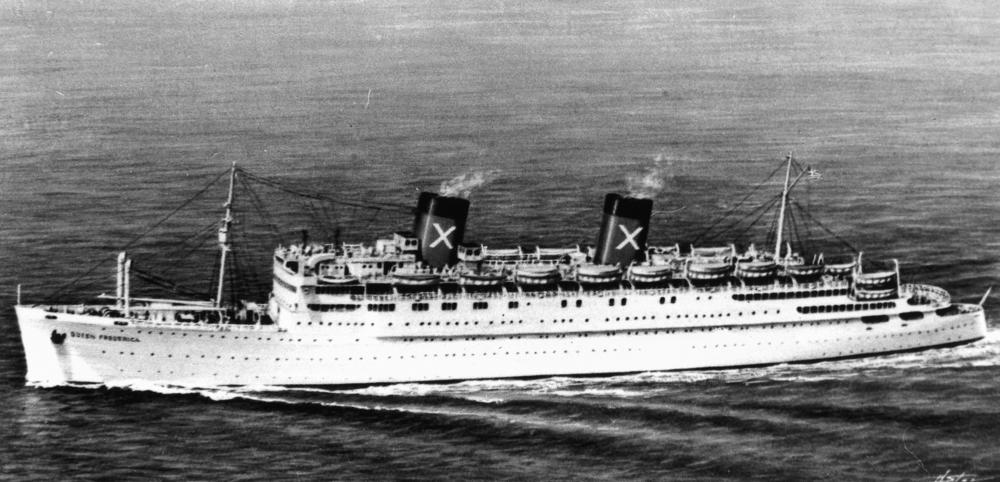
Le SS Vasilissa Frideríki vers 1960.

### Marine hellénique
En 1954, le SS Malolo est renommé SS Vasilissa Frideríki (ou SS Queen Frederica) en l'honneur de la souveraine lorsqu'il est acquis par la National Hellenic American Line.

### Philatélie
Différents timbres émis par la Poste grecque représentent Frederika :
- En 1938, une série de timbres commémoratifs montre ainsi le diadoque Paul et son épouse à l'occasion de leur mariage[191] ;
- En 1957, une série de timbres ordinaires met en scène la souveraine seule[192] ;
- En 1957, une autre série de timbres ordinaires représente le couple royal[193] ;
- En 1957, une dernière série de timbres ordinaires représente le couple royal face au diadoque Constantin[194].

## Arbres généalogiques

### Quartiers de Frederika
|  |                                                                       |  |  |  |  |  |  |  |  |  |  |  |  |  |  |  |
|  | 16. Ernest-Auguste Ier de Hanovre                                     |  |  |  |  |  |  |  |  |  |  |  |  |  |  |  |
|  |                                                                       |  |  |  |  |  |  |  |  |  |  |  |  |  |  |  |
|  |                                                                       |  |  |  |  |  |  |  |  |  |  |  |  |  |  |  |
|  | 8. Georges V de Hanovre                                               |  |  |  |  |  |  |  |  |  |  |  |  |  |  |  |
|  |                                                                       |  |  |  |  |  |  |  |  |  |  |  |  |  |  |  |
|  |                                                                       |  |  |  |  |  |  |  |  |  |  |  |  |  |  |  |
|  | 17. Frédérique de Mecklembourg-Strelitz                               |  |  |  |  |  |  |  |  |  |  |  |  |  |  |  |
|  |                                                                       |  |  |  |  |  |  |  |  |  |  |  |  |  |  |  |
|  |                                                                       |  |  |  |  |  |  |  |  |  |  |  |  |  |  |  |
|  | 4. Ernest-Auguste de Hanovre                                          |  |  |  |  |  |  |  |  |  |  |  |  |  |  |  |
|  |                                                                       |  |  |  |  |  |  |  |  |  |  |  |  |  |  |  |
|  |                                                                       |  |  |  |  |  |  |  |  |  |  |  |  |  |  |  |
|  | 18. Joseph de Saxe-Altenbourg                                         |  |  |  |  |  |  |  |  |  |  |  |  |  |  |  |
|  |                                                                       |  |  |  |  |  |  |  |  |  |  |  |  |  |  |  |
|  |                                                                       |  |  |  |  |  |  |  |  |  |  |  |  |  |  |  |
|  | 9. Marie de Saxe-Altenbourg                                           |  |  |  |  |  |  |  |  |  |  |  |  |  |  |  |
|  |                                                                       |  |  |  |  |  |  |  |  |  |  |  |  |  |  |  |
|  |                                                                       |  |  |  |  |  |  |  |  |  |  |  |  |  |  |  |
|  | 19. Amélie de Wurtemberg                                              |  |  |  |  |  |  |  |  |  |  |  |  |  |  |  |
|  |                                                                       |  |  |  |  |  |  |  |  |  |  |  |  |  |  |  |
|  |                                                                       |  |  |  |  |  |  |  |  |  |  |  |  |  |  |  |
|  | 2. Ernest-Auguste de Brunswick                                        |  |  |  |  |  |  |  |  |  |  |  |  |  |  |  |
|  |                                                                       |  |  |  |  |  |  |  |  |  |  |  |  |  |  |  |
|  |                                                                       |  |  |  |  |  |  |  |  |  |  |  |  |  |  |  |
|  | 20. Frédéric-Guillaume de Schleswig-Holstein-Sonderbourg-Glücksbourg  |  |  |  |  |  |  |  |  |  |  |  |  |  |  |  |
|  |                                                                       |  |  |  |  |  |  |  |  |  |  |  |  |  |  |  |
|  |                                                                       |  |  |  |  |  |  |  |  |  |  |  |  |  |  |  |
|  | 10. Christian IX de Danemark                                          |  |  |  |  |  |  |  |  |  |  |  |  |  |  |  |
|  |                                                                       |  |  |  |  |  |  |  |  |  |  |  |  |  |  |  |
|  |                                                                       |  |  |  |  |  |  |  |  |  |  |  |  |  |  |  |
|  | 21. Louise-Caroline de Hesse-Cassel                                   |  |  |  |  |  |  |  |  |  |  |  |  |  |  |  |
|  |                                                                       |  |  |  |  |  |  |  |  |  |  |  |  |  |  |  |
|  |                                                                       |  |  |  |  |  |  |  |  |  |  |  |  |  |  |  |
|  | 5. Thyra de Danemark                                                  |  |  |  |  |  |  |  |  |  |  |  |  |  |  |  |
|  |                                                                       |  |  |  |  |  |  |  |  |  |  |  |  |  |  |  |
|  |                                                                       |  |  |  |  |  |  |  |  |  |  |  |  |  |  |  |
|  | 22. Guillaume de Hesse-Cassel                                         |  |  |  |  |  |  |  |  |  |  |  |  |  |  |  |
|  |                                                                       |  |  |  |  |  |  |  |  |  |  |  |  |  |  |  |
|  |                                                                       |  |  |  |  |  |  |  |  |  |  |  |  |  |  |  |
|  | 11. Louise de Hesse-Cassel                                            |  |  |  |  |  |  |  |  |  |  |  |  |  |  |  |
|  |                                                                       |  |  |  |  |  |  |  |  |  |  |  |  |  |  |  |
|  |                                                                       |  |  |  |  |  |  |  |  |  |  |  |  |  |  |  |
|  | 23. Louise-Charlotte de Danemark                                      |  |  |  |  |  |  |  |  |  |  |  |  |  |  |  |
|  |                                                                       |  |  |  |  |  |  |  |  |  |  |  |  |  |  |  |
|  |                                                                       |  |  |  |  |  |  |  |  |  |  |  |  |  |  |  |
|  | 1. Frederika de Hanovre                                               |  |  |  |  |  |  |  |  |  |  |  |  |  |  |  |
|  |                                                                       |  |  |  |  |  |  |  |  |  |  |  |  |  |  |  |
|  |                                                                       |  |  |  |  |  |  |  |  |  |  |  |  |  |  |  |
|  | 24. Guillaume Ier d'Allemagne                                         |  |  |  |  |  |  |  |  |  |  |  |  |  |  |  |
|  |                                                                       |  |  |  |  |  |  |  |  |  |  |  |  |  |  |  |
|  |                                                                       |  |  |  |  |  |  |  |  |  |  |  |  |  |  |  |
|  | 12. Frédéric III d'Allemagne                                          |  |  |  |  |  |  |  |  |  |  |  |  |  |  |  |
|  |                                                                       |  |  |  |  |  |  |  |  |  |  |  |  |  |  |  |
|  |                                                                       |  |  |  |  |  |  |  |  |  |  |  |  |  |  |  |
|  | 25. Augusta de Saxe-Weimar-Eisenach                                   |  |  |  |  |  |  |  |  |  |  |  |  |  |  |  |
|  |                                                                       |  |  |  |  |  |  |  |  |  |  |  |  |  |  |  |
|  |                                                                       |  |  |  |  |  |  |  |  |  |  |  |  |  |  |  |
|  | 6. Guillaume II d'Allemagne                                           |  |  |  |  |  |  |  |  |  |  |  |  |  |  |  |
|  |                                                                       |  |  |  |  |  |  |  |  |  |  |  |  |  |  |  |
|  |                                                                       |  |  |  |  |  |  |  |  |  |  |  |  |  |  |  |
|  | 26. Albert de Saxe-Cobourg-Gotha                                      |  |  |  |  |  |  |  |  |  |  |  |  |  |  |  |
|  |                                                                       |  |  |  |  |  |  |  |  |  |  |  |  |  |  |  |
|  |                                                                       |  |  |  |  |  |  |  |  |  |  |  |  |  |  |  |
|  | 13. Victoria du Royaume-Uni                                           |  |  |  |  |  |  |  |  |  |  |  |  |  |  |  |
|  |                                                                       |  |  |  |  |  |  |  |  |  |  |  |  |  |  |  |
|  |                                                                       |  |  |  |  |  |  |  |  |  |  |  |  |  |  |  |
|  | 27. Victoria du Royaume-Uni                                           |  |  |  |  |  |  |  |  |  |  |  |  |  |  |  |
|  |                                                                       |  |  |  |  |  |  |  |  |  |  |  |  |  |  |  |
|  |                                                                       |  |  |  |  |  |  |  |  |  |  |  |  |  |  |  |
|  | 3. Victoria-Louise de Prusse                                          |  |  |  |  |  |  |  |  |  |  |  |  |  |  |  |
|  |                                                                       |  |  |  |  |  |  |  |  |  |  |  |  |  |  |  |
|  |                                                                       |  |  |  |  |  |  |  |  |  |  |  |  |  |  |  |
|  | 28. Christian-Auguste de Schleswig-Holstein-Sonderbourg-Augustenbourg |  |  |  |  |  |  |  |  |  |  |  |  |  |  |  |
|  |                                                                       |  |  |  |  |  |  |  |  |  |  |  |  |  |  |  |
|  |                                                                       |  |  |  |  |  |  |  |  |  |  |  |  |  |  |  |
|  | 14. Frédéric-Auguste de Schleswig-Holstein-Sonderbourg-Augustenbourg  |  |  |  |  |  |  |  |  |  |  |  |  |  |  |  |
|  |                                                                       |  |  |  |  |  |  |  |  |  |  |  |  |  |  |  |
|  |                                                                       |  |  |  |  |  |  |  |  |  |  |  |  |  |  |  |
|  | 29. Louise-Sophie de Danneskiold-Samsøe                               |  |  |  |  |  |  |  |  |  |  |  |  |  |  |  |
|  |                                                                       |  |  |  |  |  |  |  |  |  |  |  |  |  |  |  |
|  |                                                                       |  |  |  |  |  |  |  |  |  |  |  |  |  |  |  |
|  | 7. Augusta-Victoria de Schleswig-Holstein-Sonderbourg-Augustenbourg   |  |  |  |  |  |  |  |  |  |  |  |  |  |  |  |
|  |                                                                       |  |  |  |  |  |  |  |  |  |  |  |  |  |  |  |
|  |                                                                       |  |  |  |  |  |  |  |  |  |  |  |  |  |  |  |
|  | 30. Ernest Ier de Hohenlohe-Langenbourg                               |  |  |  |  |  |  |  |  |  |  |  |  |  |  |  |
|  |                                                                       |  |  |  |  |  |  |  |  |  |  |  |  |  |  |  |
|  |                                                                       |  |  |  |  |  |  |  |  |  |  |  |  |  |  |  |
|  | 15. Adélaïde de Hohenlohe-Langenbourg                                 |  |  |  |  |  |  |  |  |  |  |  |  |  |  |  |
|  |                                                                       |  |  |  |  |  |  |  |  |  |  |  |  |  |  |  |
|  |                                                                       |  |  |  |  |  |  |  |  |  |  |  |  |  |  |  |
|  | 31. Théodora de Leiningen                                             |  |  |  |  |  |  |  |  |  |  |  |  |  |  |  |
|  |                                                                       |  |  |  |  |  |  |  |  |  |  |  |  |  |  |  |
|  |                                                                       |  |  |  |  |  |  |  |  |  |  |  |  |  |  |  |

### Paul et Frederika dans l'Europe des rois
|  |  |                                                                |                                                                |                                                                |                                                                |                                                                |                                                                |  |  |  |  |                                                              |                                                              |                                                              |                                                              | Georges Ier, Roi des Hellènes ∞ Olga, Gde-Dsse de Russie     | Georges Ier, Roi des Hellènes ∞ Olga, Gde-Dsse de Russie     | Georges Ier, Roi des Hellènes ∞ Olga, Gde-Dsse de Russie | Georges Ier, Roi des Hellènes ∞ Olga, Gde-Dsse de Russie | Georges Ier, Roi des Hellènes ∞ Olga, Gde-Dsse de Russie   | Georges Ier, Roi des Hellènes ∞ Olga, Gde-Dsse de Russie   |                                                            |                                                            |                                                            |                                                            |  |  |                                                             |                                                             |                                                             |                                                             |                                                             |                                                             |  |  |                                                      |                                                      |                                                      |                                                      |                                                      |                                                      |  |  |                                                          |                                                          |                                                          |                                                          |                                                          |                                                          |  |  |                                                                  |                                                                  |                                                                  |                                                                  |                                                                      |                                                                      |                                                                      |                                                                      |                                                                      |                                                                      |                                                                      |                                                                      | Guillaume II, Kaiser allemand ∞ Augusta-Victoria, Pcesse de S.H.S.A. | Guillaume II, Kaiser allemand ∞ Augusta-Victoria, Pcesse de S.H.S.A. | Guillaume II, Kaiser allemand ∞ Augusta-Victoria, Pcesse de S.H.S.A. | Guillaume II, Kaiser allemand ∞ Augusta-Victoria, Pcesse de S.H.S.A. | Guillaume II, Kaiser allemand ∞ Augusta-Victoria, Pcesse de S.H.S.A. | Guillaume II, Kaiser allemand ∞ Augusta-Victoria, Pcesse de S.H.S.A. |  |  |                                                                                 |                                                                                 |                                                                                 |                                                                                 |                                                                                 |                                                                                 |  |  |  |  |  |  |  |  |  |  |  |  |  |  |  |  |  |  |  |  |  |  |  |  |  |  |  |  |  |  |  |  |  |  |  |  |  |  |  |  |  |  |  |  |  |  |  |  |  |  |  |  |  |  |  |  |  |  |  |  |  |  |  |  |  |  |  |  |  |  |  |  |  |  |  |  |  |  |
|  |  |                                                                |                                                                |                                                                |                                                                |                                                                |                                                                |  |  |  |  |                                                              |                                                              |                                                              |                                                              | Georges Ier, Roi des Hellènes ∞ Olga, Gde-Dsse de Russie     | Georges Ier, Roi des Hellènes ∞ Olga, Gde-Dsse de Russie     | Georges Ier, Roi des Hellènes ∞ Olga, Gde-Dsse de Russie | Georges Ier, Roi des Hellènes ∞ Olga, Gde-Dsse de Russie | Georges Ier, Roi des Hellènes ∞ Olga, Gde-Dsse de Russie   | Georges Ier, Roi des Hellènes ∞ Olga, Gde-Dsse de Russie   |                                                            |                                                            |                                                            |                                                            |  |  |                                                             |                                                             |                                                             |                                                             |                                                             |                                                             |  |  |                                                      |                                                      |                                                      |                                                      |                                                      |                                                      |  |  |                                                          |                                                          |                                                          |                                                          |                                                          |                                                          |  |  |                                                                  |                                                                  |                                                                  |                                                                  |                                                                      |                                                                      |                                                                      |                                                                      |                                                                      |                                                                      |                                                                      |                                                                      | Guillaume II, Kaiser allemand ∞ Augusta-Victoria, Pcesse de S.H.S.A. | Guillaume II, Kaiser allemand ∞ Augusta-Victoria, Pcesse de S.H.S.A. | Guillaume II, Kaiser allemand ∞ Augusta-Victoria, Pcesse de S.H.S.A. | Guillaume II, Kaiser allemand ∞ Augusta-Victoria, Pcesse de S.H.S.A. | Guillaume II, Kaiser allemand ∞ Augusta-Victoria, Pcesse de S.H.S.A. | Guillaume II, Kaiser allemand ∞ Augusta-Victoria, Pcesse de S.H.S.A. |  |  |                                                                                 |                                                                                 |                                                                                 |                                                                                 |                                                                                 |                                                                                 |  |  |  |  |  |  |  |  |  |  |  |  |  |  |  |  |  |  |  |  |  |  |  |  |  |  |  |  |  |  |  |  |  |  |  |  |  |  |  |  |  |  |  |  |  |  |  |  |  |  |  |  |  |  |  |  |  |  |  |  |  |  |  |  |  |  |  |  |  |  |  |  |  |  |  |  |  |  |
|  |  |                                                                |                                                                |                                                                |                                                                |                                                                |                                                                |  |  |  |  |                                                              |                                                              |                                                              |                                                              |                                                              |                                                              |                                                          |                                                          |                                                            |                                                            |                                                            |                                                            |                                                            |                                                            |  |  |                                                             |                                                             |                                                             |                                                             |                                                             |                                                             |  |  |                                                      |                                                      |                                                      |                                                      |                                                      |                                                      |  |  |                                                          |                                                          |                                                          |                                                          |                                                          |                                                          |  |  |                                                                  |                                                                  |                                                                  |                                                                  |                                                                      |                                                                      |                                                                      |                                                                      |                                                                      |                                                                      |                                                                      |                                                                      |                                                                      |                                                                      |                                                                      |                                                                      |                                                                      |                                                                      |  |  |                                                                                 |                                                                                 |                                                                                 |                                                                                 |                                                                                 |                                                                                 |  |  |  |  |  |  |  |  |  |  |  |  |  |  |  |  |  |  |  |  |  |  |  |  |  |  |  |  |  |  |  |  |  |  |  |  |  |  |  |  |  |  |  |  |  |  |  |  |  |  |  |  |  |  |  |  |  |  |  |  |  |  |  |  |  |  |  |  |  |  |  |  |  |  |  |  |  |  |
|  |  | André, Pce de Grèce ∞ Alice, Pcesse de Battenberg              | André, Pce de Grèce ∞ Alice, Pcesse de Battenberg              | André, Pce de Grèce ∞ Alice, Pcesse de Battenberg              | André, Pce de Grèce ∞ Alice, Pcesse de Battenberg              | André, Pce de Grèce ∞ Alice, Pcesse de Battenberg              | André, Pce de Grèce ∞ Alice, Pcesse de Battenberg              |  |  |  |  |                                                              |                                                              |                                                              |                                                              |                                                              |                                                              |                                                          |                                                          |                                                            |                                                            |                                                            |                                                            |                                                            |                                                            |  |  | Constantin Ier, Roi des Hellènes ∞ Sophie, Pcesse de Prusse | Constantin Ier, Roi des Hellènes ∞ Sophie, Pcesse de Prusse | Constantin Ier, Roi des Hellènes ∞ Sophie, Pcesse de Prusse | Constantin Ier, Roi des Hellènes ∞ Sophie, Pcesse de Prusse | Constantin Ier, Roi des Hellènes ∞ Sophie, Pcesse de Prusse | Constantin Ier, Roi des Hellènes ∞ Sophie, Pcesse de Prusse |  |  |                                                      |                                                      |                                                      |                                                      |                                                      |                                                      |  |  |                                                          |                                                          |                                                          |                                                          |                                                          |                                                          |  |  |                                                                  |                                                                  |                                                                  |                                                                  | Victoria-Louise, Pcesse de Prusse ∞ Ernest-Auguste, Duc de Brunswick | Victoria-Louise, Pcesse de Prusse ∞ Ernest-Auguste, Duc de Brunswick | Victoria-Louise, Pcesse de Prusse ∞ Ernest-Auguste, Duc de Brunswick | Victoria-Louise, Pcesse de Prusse ∞ Ernest-Auguste, Duc de Brunswick | Victoria-Louise, Pcesse de Prusse ∞ Ernest-Auguste, Duc de Brunswick | Victoria-Louise, Pcesse de Prusse ∞ Ernest-Auguste, Duc de Brunswick |                                                                      |                                                                      |                                                                      |                                                                      |                                                                      |                                                                      |                                                                      |                                                                      |  |  | Guillaume, Kronprinz d'Allemagne ∞ Cécile, Pcesse de Mecklembourg-Schwerin      | Guillaume, Kronprinz d'Allemagne ∞ Cécile, Pcesse de Mecklembourg-Schwerin      | Guillaume, Kronprinz d'Allemagne ∞ Cécile, Pcesse de Mecklembourg-Schwerin      | Guillaume, Kronprinz d'Allemagne ∞ Cécile, Pcesse de Mecklembourg-Schwerin      | Guillaume, Kronprinz d'Allemagne ∞ Cécile, Pcesse de Mecklembourg-Schwerin      | Guillaume, Kronprinz d'Allemagne ∞ Cécile, Pcesse de Mecklembourg-Schwerin      |  |  |  |  |  |  |  |  |  |  |  |  |  |  |  |  |  |  |  |  |  |  |  |  |  |  |  |  |  |  |  |  |  |  |  |  |  |  |  |  |  |  |  |  |  |  |  |  |  |  |  |  |  |  |  |  |  |  |  |  |  |  |  |  |  |  |  |  |  |  |  |  |  |  |  |  |  |  |
|  |  | André, Pce de Grèce ∞ Alice, Pcesse de Battenberg              | André, Pce de Grèce ∞ Alice, Pcesse de Battenberg              | André, Pce de Grèce ∞ Alice, Pcesse de Battenberg              | André, Pce de Grèce ∞ Alice, Pcesse de Battenberg              | André, Pce de Grèce ∞ Alice, Pcesse de Battenberg              | André, Pce de Grèce ∞ Alice, Pcesse de Battenberg              |  |  |  |  |                                                              |                                                              |                                                              |                                                              |                                                              |                                                              |                                                          |                                                          |                                                            |                                                            |                                                            |                                                            |                                                            |                                                            |  |  | Constantin Ier, Roi des Hellènes ∞ Sophie, Pcesse de Prusse | Constantin Ier, Roi des Hellènes ∞ Sophie, Pcesse de Prusse | Constantin Ier, Roi des Hellènes ∞ Sophie, Pcesse de Prusse | Constantin Ier, Roi des Hellènes ∞ Sophie, Pcesse de Prusse | Constantin Ier, Roi des Hellènes ∞ Sophie, Pcesse de Prusse | Constantin Ier, Roi des Hellènes ∞ Sophie, Pcesse de Prusse |  |  |                                                      |                                                      |                                                      |                                                      |                                                      |                                                      |  |  |                                                          |                                                          |                                                          |                                                          |                                                          |                                                          |  |  |                                                                  |                                                                  |                                                                  |                                                                  | Victoria-Louise, Pcesse de Prusse ∞ Ernest-Auguste, Duc de Brunswick | Victoria-Louise, Pcesse de Prusse ∞ Ernest-Auguste, Duc de Brunswick | Victoria-Louise, Pcesse de Prusse ∞ Ernest-Auguste, Duc de Brunswick | Victoria-Louise, Pcesse de Prusse ∞ Ernest-Auguste, Duc de Brunswick | Victoria-Louise, Pcesse de Prusse ∞ Ernest-Auguste, Duc de Brunswick | Victoria-Louise, Pcesse de Prusse ∞ Ernest-Auguste, Duc de Brunswick |                                                                      |                                                                      |                                                                      |                                                                      |                                                                      |                                                                      |                                                                      |                                                                      |  |  | Guillaume, Kronprinz d'Allemagne ∞ Cécile, Pcesse de Mecklembourg-Schwerin      | Guillaume, Kronprinz d'Allemagne ∞ Cécile, Pcesse de Mecklembourg-Schwerin      | Guillaume, Kronprinz d'Allemagne ∞ Cécile, Pcesse de Mecklembourg-Schwerin      | Guillaume, Kronprinz d'Allemagne ∞ Cécile, Pcesse de Mecklembourg-Schwerin      | Guillaume, Kronprinz d'Allemagne ∞ Cécile, Pcesse de Mecklembourg-Schwerin      | Guillaume, Kronprinz d'Allemagne ∞ Cécile, Pcesse de Mecklembourg-Schwerin      |  |  |  |  |  |  |  |  |  |  |  |  |  |  |  |  |  |  |  |  |  |  |  |  |  |  |  |  |  |  |  |  |  |  |  |  |  |  |  |  |  |  |  |  |  |  |  |  |  |  |  |  |  |  |  |  |  |  |  |  |  |  |  |  |  |  |  |  |  |  |  |  |  |  |  |  |  |  |
|  |  |                                                                |                                                                |                                                                |                                                                |                                                                |                                                                |  |  |  |  |                                                              |                                                              |                                                              |                                                              |                                                              |                                                              |                                                          |                                                          |                                                            |                                                            |                                                            |                                                            |                                                            |                                                            |  |  |                                                             |                                                             |                                                             |                                                             |                                                             |                                                             |  |  |                                                      |                                                      |                                                      |                                                      |                                                      |                                                      |  |  |                                                          |                                                          |                                                          |                                                          |                                                          |                                                          |  |  |                                                                  |                                                                  |                                                                  |                                                                  |                                                                      |                                                                      |                                                                      |                                                                      |                                                                      |                                                                      |                                                                      |                                                                      |                                                                      |                                                                      |                                                                      |                                                                      |                                                                      |                                                                      |  |  |                                                                                 |                                                                                 |                                                                                 |                                                                                 |                                                                                 |                                                                                 |  |  |  |  |  |  |  |  |  |  |  |  |  |  |  |  |  |  |  |  |  |  |  |  |  |  |  |  |  |  |  |  |  |  |  |  |  |  |  |  |  |  |  |  |  |  |  |  |  |  |  |  |  |  |  |  |  |  |  |  |  |  |  |  |  |  |  |  |  |  |  |  |  |  |  |  |  |  |
|  |  | Philippe, Duc d'Édimbourg ∞ Élisabeth II, Reine du Royaume-Uni | Philippe, Duc d'Édimbourg ∞ Élisabeth II, Reine du Royaume-Uni | Philippe, Duc d'Édimbourg ∞ Élisabeth II, Reine du Royaume-Uni | Philippe, Duc d'Édimbourg ∞ Élisabeth II, Reine du Royaume-Uni | Philippe, Duc d'Édimbourg ∞ Élisabeth II, Reine du Royaume-Uni | Philippe, Duc d'Édimbourg ∞ Élisabeth II, Reine du Royaume-Uni |  |  |  |  | Georges II, Roi des Hellènes ∞ Élisabeth, Pcesse de Roumanie | Georges II, Roi des Hellènes ∞ Élisabeth, Pcesse de Roumanie | Georges II, Roi des Hellènes ∞ Élisabeth, Pcesse de Roumanie | Georges II, Roi des Hellènes ∞ Élisabeth, Pcesse de Roumanie | Georges II, Roi des Hellènes ∞ Élisabeth, Pcesse de Roumanie | Georges II, Roi des Hellènes ∞ Élisabeth, Pcesse de Roumanie |                                                          |                                                          | Alexandre Ier, Roi des Hellènes ∞ Aspasía Mános            | Alexandre Ier, Roi des Hellènes ∞ Aspasía Mános            | Alexandre Ier, Roi des Hellènes ∞ Aspasía Mános            | Alexandre Ier, Roi des Hellènes ∞ Aspasía Mános            | Alexandre Ier, Roi des Hellènes ∞ Aspasía Mános            | Alexandre Ier, Roi des Hellènes ∞ Aspasía Mános            |  |  | Hélène, Pcesse de Grèce ∞ Carol II, Roi de Roumanie         | Hélène, Pcesse de Grèce ∞ Carol II, Roi de Roumanie         | Hélène, Pcesse de Grèce ∞ Carol II, Roi de Roumanie         | Hélène, Pcesse de Grèce ∞ Carol II, Roi de Roumanie         | Hélène, Pcesse de Grèce ∞ Carol II, Roi de Roumanie         | Hélène, Pcesse de Grèce ∞ Carol II, Roi de Roumanie         |  |  | Irène, Pcesse de Grèce ∞ Tomislav II, Roi de Croatie | Irène, Pcesse de Grèce ∞ Tomislav II, Roi de Croatie | Irène, Pcesse de Grèce ∞ Tomislav II, Roi de Croatie | Irène, Pcesse de Grèce ∞ Tomislav II, Roi de Croatie | Irène, Pcesse de Grèce ∞ Tomislav II, Roi de Croatie | Irène, Pcesse de Grèce ∞ Tomislav II, Roi de Croatie |  |  | Paul Ier, Roi des Hellènes                               | Paul Ier, Roi des Hellènes                               | Paul Ier, Roi des Hellènes                               | Paul Ier, Roi des Hellènes                               | Paul Ier, Roi des Hellènes                               | Paul Ier, Roi des Hellènes                               |  |  | Frederika, Pcesse de Hanovre                                     | Frederika, Pcesse de Hanovre                                     | Frederika, Pcesse de Hanovre                                     | Frederika, Pcesse de Hanovre                                     | Frederika, Pcesse de Hanovre                                         | Frederika, Pcesse de Hanovre                                         |                                                                      |                                                                      | Ernest-Auguste, Pce héritier de Hanovre ∞ Ortrude, Pcesse de S.H.S.G | Ernest-Auguste, Pce héritier de Hanovre ∞ Ortrude, Pcesse de S.H.S.G | Ernest-Auguste, Pce héritier de Hanovre ∞ Ortrude, Pcesse de S.H.S.G | Ernest-Auguste, Pce héritier de Hanovre ∞ Ortrude, Pcesse de S.H.S.G | Ernest-Auguste, Pce héritier de Hanovre ∞ Ortrude, Pcesse de S.H.S.G | Ernest-Auguste, Pce héritier de Hanovre ∞ Ortrude, Pcesse de S.H.S.G |                                                                      |                                                                      |                                                                      |                                                                      |  |  | Louis-Ferdinand, Pce de Prusse et d'Allemagne ∞ Kira, Gde-Dsse de Russie        | Louis-Ferdinand, Pce de Prusse et d'Allemagne ∞ Kira, Gde-Dsse de Russie        | Louis-Ferdinand, Pce de Prusse et d'Allemagne ∞ Kira, Gde-Dsse de Russie        | Louis-Ferdinand, Pce de Prusse et d'Allemagne ∞ Kira, Gde-Dsse de Russie        | Louis-Ferdinand, Pce de Prusse et d'Allemagne ∞ Kira, Gde-Dsse de Russie        | Louis-Ferdinand, Pce de Prusse et d'Allemagne ∞ Kira, Gde-Dsse de Russie        |  |  |  |  |  |  |  |  |  |  |  |  |  |  |  |  |  |  |  |  |  |  |  |  |  |  |  |  |  |  |  |  |  |  |  |  |  |  |  |  |  |  |  |  |  |  |  |  |  |  |  |  |  |  |  |  |  |  |  |  |  |  |  |  |  |  |  |  |  |  |  |  |  |  |  |  |  |  |
|  |  | Philippe, Duc d'Édimbourg ∞ Élisabeth II, Reine du Royaume-Uni | Philippe, Duc d'Édimbourg ∞ Élisabeth II, Reine du Royaume-Uni | Philippe, Duc d'Édimbourg ∞ Élisabeth II, Reine du Royaume-Uni | Philippe, Duc d'Édimbourg ∞ Élisabeth II, Reine du Royaume-Uni | Philippe, Duc d'Édimbourg ∞ Élisabeth II, Reine du Royaume-Uni | Philippe, Duc d'Édimbourg ∞ Élisabeth II, Reine du Royaume-Uni |  |  |  |  | Georges II, Roi des Hellènes ∞ Élisabeth, Pcesse de Roumanie | Georges II, Roi des Hellènes ∞ Élisabeth, Pcesse de Roumanie | Georges II, Roi des Hellènes ∞ Élisabeth, Pcesse de Roumanie | Georges II, Roi des Hellènes ∞ Élisabeth, Pcesse de Roumanie | Georges II, Roi des Hellènes ∞ Élisabeth, Pcesse de Roumanie | Georges II, Roi des Hellènes ∞ Élisabeth, Pcesse de Roumanie |                                                          |                                                          | Alexandre Ier, Roi des Hellènes ∞ Aspasía Mános            | Alexandre Ier, Roi des Hellènes ∞ Aspasía Mános            | Alexandre Ier, Roi des Hellènes ∞ Aspasía Mános            | Alexandre Ier, Roi des Hellènes ∞ Aspasía Mános            | Alexandre Ier, Roi des Hellènes ∞ Aspasía Mános            | Alexandre Ier, Roi des Hellènes ∞ Aspasía Mános            |  |  | Hélène, Pcesse de Grèce ∞ Carol II, Roi de Roumanie         | Hélène, Pcesse de Grèce ∞ Carol II, Roi de Roumanie         | Hélène, Pcesse de Grèce ∞ Carol II, Roi de Roumanie         | Hélène, Pcesse de Grèce ∞ Carol II, Roi de Roumanie         | Hélène, Pcesse de Grèce ∞ Carol II, Roi de Roumanie         | Hélène, Pcesse de Grèce ∞ Carol II, Roi de Roumanie         |  |  | Irène, Pcesse de Grèce ∞ Tomislav II, Roi de Croatie | Irène, Pcesse de Grèce ∞ Tomislav II, Roi de Croatie | Irène, Pcesse de Grèce ∞ Tomislav II, Roi de Croatie | Irène, Pcesse de Grèce ∞ Tomislav II, Roi de Croatie | Irène, Pcesse de Grèce ∞ Tomislav II, Roi de Croatie | Irène, Pcesse de Grèce ∞ Tomislav II, Roi de Croatie |  |  | Paul Ier, Roi des Hellènes                               | Paul Ier, Roi des Hellènes                               | Paul Ier, Roi des Hellènes                               | Paul Ier, Roi des Hellènes                               | Paul Ier, Roi des Hellènes                               | Paul Ier, Roi des Hellènes                               |  |  | Frederika, Pcesse de Hanovre                                     | Frederika, Pcesse de Hanovre                                     | Frederika, Pcesse de Hanovre                                     | Frederika, Pcesse de Hanovre                                     | Frederika, Pcesse de Hanovre                                         | Frederika, Pcesse de Hanovre                                         |                                                                      |                                                                      | Ernest-Auguste, Pce héritier de Hanovre ∞ Ortrude, Pcesse de S.H.S.G | Ernest-Auguste, Pce héritier de Hanovre ∞ Ortrude, Pcesse de S.H.S.G | Ernest-Auguste, Pce héritier de Hanovre ∞ Ortrude, Pcesse de S.H.S.G | Ernest-Auguste, Pce héritier de Hanovre ∞ Ortrude, Pcesse de S.H.S.G | Ernest-Auguste, Pce héritier de Hanovre ∞ Ortrude, Pcesse de S.H.S.G | Ernest-Auguste, Pce héritier de Hanovre ∞ Ortrude, Pcesse de S.H.S.G |                                                                      |                                                                      |                                                                      |                                                                      |  |  | Louis-Ferdinand, Pce de Prusse et d'Allemagne ∞ Kira, Gde-Dsse de Russie        | Louis-Ferdinand, Pce de Prusse et d'Allemagne ∞ Kira, Gde-Dsse de Russie        | Louis-Ferdinand, Pce de Prusse et d'Allemagne ∞ Kira, Gde-Dsse de Russie        | Louis-Ferdinand, Pce de Prusse et d'Allemagne ∞ Kira, Gde-Dsse de Russie        | Louis-Ferdinand, Pce de Prusse et d'Allemagne ∞ Kira, Gde-Dsse de Russie        | Louis-Ferdinand, Pce de Prusse et d'Allemagne ∞ Kira, Gde-Dsse de Russie        |  |  |  |  |  |  |  |  |  |  |  |  |  |  |  |  |  |  |  |  |  |  |  |  |  |  |  |  |  |  |  |  |  |  |  |  |  |  |  |  |  |  |  |  |  |  |  |  |  |  |  |  |  |  |  |  |  |  |  |  |  |  |  |  |  |  |  |  |  |  |  |  |  |  |  |  |  |  |
|  |  |                                                                |                                                                |                                                                |                                                                |                                                                |                                                                |  |  |  |  |                                                              |                                                              |                                                              |                                                              |                                                              |                                                              |                                                          |                                                          |                                                            |                                                            |                                                            |                                                            |                                                            |                                                            |  |  |                                                             |                                                             |                                                             |                                                             |                                                             |                                                             |  |  |                                                      |                                                      |                                                      |                                                      |                                                      |                                                      |  |  |                                                          |                                                          |                                                          |                                                          |                                                          |                                                          |  |  |                                                                  |                                                                  |                                                                  |                                                                  |                                                                      |                                                                      |                                                                      |                                                                      |                                                                      |                                                                      |                                                                      |                                                                      |                                                                      |                                                                      |                                                                      |                                                                      |                                                                      |                                                                      |  |  |                                                                                 |                                                                                 |                                                                                 |                                                                                 |                                                                                 |                                                                                 |  |  |  |  |  |  |  |  |  |  |  |  |  |  |  |  |  |  |  |  |  |  |  |  |  |  |  |  |  |  |  |  |  |  |  |  |  |  |  |  |  |  |  |  |  |  |  |  |  |  |  |  |  |  |  |  |  |  |  |  |  |  |  |  |  |  |  |  |  |  |  |  |  |  |  |  |  |  |
|  |  |                                                                |                                                                |                                                                |                                                                |                                                                |                                                                |  |  |  |  |                                                              |                                                              |                                                              |                                                              |                                                              |                                                              |                                                          |                                                          |                                                            |                                                            |                                                            |                                                            |                                                            |                                                            |  |  |                                                             |                                                             |                                                             |                                                             |                                                             |                                                             |  |  |                                                      |                                                      |                                                      |                                                      |                                                      |                                                      |  |  |                                                          |                                                          |                                                          |                                                          |                                                          |                                                          |  |  |                                                                  |                                                                  |                                                                  |                                                                  |                                                                      |                                                                      |                                                                      |                                                                      |                                                                      |                                                                      |                                                                      |                                                                      |                                                                      |                                                                      |                                                                      |                                                                      |                                                                      |                                                                      |  |  |                                                                                 |                                                                                 |                                                                                 |                                                                                 |                                                                                 |                                                                                 |  |  |  |  |  |  |  |  |  |  |  |  |  |  |  |  |  |  |  |  |  |  |  |  |  |  |  |  |  |  |  |  |  |  |  |  |  |  |  |  |  |  |  |  |  |  |  |  |  |  |  |  |  |  |  |  |  |  |  |  |  |  |  |  |  |  |  |  |  |  |  |  |  |  |  |  |  |  |
|  |  | Charles III, Roi du Royaume-Uni ∞ Diana, Lady Spencer          | Charles III, Roi du Royaume-Uni ∞ Diana, Lady Spencer          | Charles III, Roi du Royaume-Uni ∞ Diana, Lady Spencer          | Charles III, Roi du Royaume-Uni ∞ Diana, Lady Spencer          | Charles III, Roi du Royaume-Uni ∞ Diana, Lady Spencer          | Charles III, Roi du Royaume-Uni ∞ Diana, Lady Spencer          |  |  |  |  |                                                              |                                                              |                                                              |                                                              |                                                              |                                                              |                                                          |                                                          | Alexandra, Pcesse de Grèce ∞ Pierre II, Roi de Yougoslavie | Alexandra, Pcesse de Grèce ∞ Pierre II, Roi de Yougoslavie | Alexandra, Pcesse de Grèce ∞ Pierre II, Roi de Yougoslavie | Alexandra, Pcesse de Grèce ∞ Pierre II, Roi de Yougoslavie | Alexandra, Pcesse de Grèce ∞ Pierre II, Roi de Yougoslavie | Alexandra, Pcesse de Grèce ∞ Pierre II, Roi de Yougoslavie |  |  | Michel Ier, Roi de Roumanie ∞ Anne, Pcesse de Parme         | Michel Ier, Roi de Roumanie ∞ Anne, Pcesse de Parme         | Michel Ier, Roi de Roumanie ∞ Anne, Pcesse de Parme         | Michel Ier, Roi de Roumanie ∞ Anne, Pcesse de Parme         | Michel Ier, Roi de Roumanie ∞ Anne, Pcesse de Parme         | Michel Ier, Roi de Roumanie ∞ Anne, Pcesse de Parme         |  |  | Amédée, Duc d'Aoste ∞ Claude, Pcesse d'Orléans       | Amédée, Duc d'Aoste ∞ Claude, Pcesse d'Orléans       | Amédée, Duc d'Aoste ∞ Claude, Pcesse d'Orléans       | Amédée, Duc d'Aoste ∞ Claude, Pcesse d'Orléans       | Amédée, Duc d'Aoste ∞ Claude, Pcesse d'Orléans       | Amédée, Duc d'Aoste ∞ Claude, Pcesse d'Orléans       |  |  | Sophie, Pcesse de Grèce ∞ Juan Carlos Ier, Roi d'Espagne | Sophie, Pcesse de Grèce ∞ Juan Carlos Ier, Roi d'Espagne | Sophie, Pcesse de Grèce ∞ Juan Carlos Ier, Roi d'Espagne | Sophie, Pcesse de Grèce ∞ Juan Carlos Ier, Roi d'Espagne | Sophie, Pcesse de Grèce ∞ Juan Carlos Ier, Roi d'Espagne | Sophie, Pcesse de Grèce ∞ Juan Carlos Ier, Roi d'Espagne |  |  | Constantin II, Roi des Hellènes ∞ Anne-Marie, Pcesse de Danemark | Constantin II, Roi des Hellènes ∞ Anne-Marie, Pcesse de Danemark | Constantin II, Roi des Hellènes ∞ Anne-Marie, Pcesse de Danemark | Constantin II, Roi des Hellènes ∞ Anne-Marie, Pcesse de Danemark | Constantin II, Roi des Hellènes ∞ Anne-Marie, Pcesse de Danemark     | Constantin II, Roi des Hellènes ∞ Anne-Marie, Pcesse de Danemark     |                                                                      |                                                                      | Ernest-Auguste, Pce héritier de Hanovre ∞ Caroline, Pcesse de Monaco | Ernest-Auguste, Pce héritier de Hanovre ∞ Caroline, Pcesse de Monaco | Ernest-Auguste, Pce héritier de Hanovre ∞ Caroline, Pcesse de Monaco | Ernest-Auguste, Pce héritier de Hanovre ∞ Caroline, Pcesse de Monaco | Ernest-Auguste, Pce héritier de Hanovre ∞ Caroline, Pcesse de Monaco | Ernest-Auguste, Pce héritier de Hanovre ∞ Caroline, Pcesse de Monaco |                                                                      |                                                                      |                                                                      |                                                                      |  |  | Louis-Ferdinand, Pce de Prusse et d'Allemagne ∞ Donata von Castell-Rüdenshausen | Louis-Ferdinand, Pce de Prusse et d'Allemagne ∞ Donata von Castell-Rüdenshausen | Louis-Ferdinand, Pce de Prusse et d'Allemagne ∞ Donata von Castell-Rüdenshausen | Louis-Ferdinand, Pce de Prusse et d'Allemagne ∞ Donata von Castell-Rüdenshausen | Louis-Ferdinand, Pce de Prusse et d'Allemagne ∞ Donata von Castell-Rüdenshausen | Louis-Ferdinand, Pce de Prusse et d'Allemagne ∞ Donata von Castell-Rüdenshausen |  |  |  |  |  |  |  |  |  |  |  |  |  |  |  |  |  |  |  |  |  |  |  |  |  |  |  |  |  |  |  |  |  |  |  |  |  |  |  |  |  |  |  |  |  |  |  |  |  |  |  |  |  |  |  |  |  |  |  |  |  |  |  |  |  |  |  |  |  |  |  |  |  |  |  |  |  |  |

### Autobiographie de Frederika
- (en) Queen Frederica of the Hellenes, A Measure of Understanding, MacMillan, 1971 (ISBN 0333124545)

### Biographies de Frederika
- (en) Isis Fahmy, « King Paul and Queen Frederika of Greece », dans Around the World with Isis, Papadakis Publisher, 2004 (ISBN 1901092496), p. 61-64.
- (en) Coryne Hall, « Queen Frederica of Greece », Eurohistory. The European Royal History Journal, vol. CXXIX,‎ printemps 2021.
- (en) Lilica S. Papanicolaou, Frederica, Queen of the Hellenes : Mission of a Modern Queen, Publishers Enterprises Group, 1994 (ISBN 9990900426).
- (es) Inge Santner, Federica de Grecia : una reina de nuestros días, Barcelone, Juventud, 1959.
- (el) Nelli Xenakis, Το κορίτσι που θα γινόταν βασίλισσα, Athènes, Square,‎ 2014 (ISBN 978-960-9505-45-1).

### Sur la famille royale de Grèce en général
- (en) Panagiotis Dimitrakis, Greece and the English : British Diplomacy and the Kings of Greece, Londres, Tauris Academic Studies, 2009 (ISBN 9781845118211)
- (en) Arturo B. Eéche, Michael of Greece et Helen Hemis-Markesinis, The Royal Hellenic dynasty, Eurohistory, 2007 (ISBN 0977196151)
- (en) Alan Palmer et Michael of Greece, The Royal House of Greece, Weidenfeld Nicolson Illustrated, 1990 (ISBN 0297830600)
- (es) Ricardo Mateos Sáinz de Medrano, La Familia de la Reina Sofía : La Dinastía griega, la Casa de Hannover y los reales primos de Europa, Madrid, La Esfera de los Libros, 2004 (ISBN 84-9734-195-3)
- (en) John Van der Kiste, Kings of the Hellenes : The Greek Kings, 1863-1974, Sutton Publishing, 1994 (ISBN 0750921471)

### Biographies des membres de la famille royale de Grèce
- (fr) Célia Bertin, Marie Bonaparte, Paris, Perrin, 1982 (ISBN 226201602X)
- (es) Eva Celada, Irene de Grecia : La princesa rebelde, Plaza & Janés, 2007 (ISBN 8401305454)
- (fr) Michel de Grèce, Mémoires insolites, Paris, Pocket, 2004 (ISBN 2-266-15959-3)
- (en) Stelio Hourmouzios, No Ordinary Crown : A Biography of King Paul of the Hellenes, Weidenfeld & N, 1972 (ISBN 0297994085)
- (fr) Bertrand Meyer-Stabley, Juan Carlos et Sophie : Portrait d'une famille royale, Payot, 2004 (ISBN 2228898791)
- (el) (en) Nikos Politis, Pavlos : No Ordinary King, MP Prod, 2014 (ASIN B00UVVQT58)
- (en) Hugo Vickers, Alice : Princess Andrew of Greece, Londres, Hamish Hamilton, 2000 (ISBN 0-241-13686-5)

### Histoire de la Grèce
- (en) Lars Bærentzen, « The 'Paidomazoma' and the Queen's Camps », dans Lars Bærentzen, John O. Iatrides et Ole Langwitz Smith, Studies in the history of the Greek Civil War, 1945-1949, 1987 (ISBN 0317698672), p. 127-157
- (en) Richard Clogg, A Short History of Modern Greece, Cambridge, University Press, 1992 (ISBN 0521328373)
- (fr) Georges Contogeorgis, Histoire de la Grèce, Hatier, 1992 (ISBN 2218038412)
- (fr) Apostolos Vacalopoulos, Histoire de la Grèce moderne, Horvath, 1975 (ISBN 2-7171-0057-1)
- (en) C.M. Woodhouse, A Short History of Modern Greece, Faber and Faber, 1998 (ISBN 978-0571197941)

### Annuaires royaux
- Michel Huberty, Alain Giraud et F. et B. Magdelaine, « Brunswick », dans L’Allemagne dynastique, t. III : Brunswick-Nassau-Schwartzbourg, Le Perreux, Alain Giraud, 1981 (ISBN 2-901138-03-9), cote « Brunswick XXVIII 3 FRÉDÉRIQUE » (no 3 dans la génération no 28), p. 197.
- Jean-Fred Tourtchine, « Femme [de Paul I : Frédérika] », dans Le Royaume des Deux-Siciles, vol. II : Le Royaume de Grèce, Paris, CEDRE (Cercle d’études des dynasties royales européennes), coll. « Les manuscrits du CEDRE : dictionnaire historique et généalogique », 1998, p. 186-188.

### Nécrologies consacrées à Frederika
- (en) Wolfgang Saxon, « Frederika, Greek Queen Mother; in Madrid Hospital as an Exile », The New York Times,‎ 7 février 1981 (lire en ligne)
- (es) « La madre de la reina Sofía falleció anoche en Madrid », El País,‎ 7 février 1981 (lire en ligne)
- (es) « Los restos mortales de la reina Federica serán enterrados en la tumba familiar de Tatoi, en Grecia », El País,‎ 8 février 1981 (lire en ligne)